# Liste des productions de l'Opéra de Montréal
L'Opéra de Montréal a produit entre 1980 et 2015 185 opéras, reprenant tous les grands classiques du répertoire. L'Orchestre symphonique de Montréal a assuré la majeure partie des productions avant de céder graduellement la place à partir de 1986 à l'Orchestre Métropolitain. Bernard Uzan a été responsable de la mise en scène de 43 productions et demeure à ce jour le plus sollicité à l'Opéra de Montréal.
Le tableau suivant présente la liste des productions par ordre chronologique. 
| Opéra                                    | Compositeur                      | Date (année-mois) | Orchestre                                                        | Chef d'orchestre          | Mise en scène                    | Principaux interprètes |
| ---------------------------------------- | -------------------------------- | ----------------- | ---------------------------------------------------------------- | ------------------------- | -------------------------------- | --- |
| Tosca                                    | Puccini                          | 1980-10           | Orchestre symphonique de Montréal                                | Dutoit, Charles           | Gascon, Jean                     | Nicole Lorange (Floria Tosca), Luis Lima (Mario Cavaradossi), Garbis Boyagian (Baron Scarpia), Jean-Pierre Hurteau (Cesare Angelotti), Robert Savoie (Sacristain), André Lortie (Spoletta), Gilles Latour (Sciarrone), Stéphane Lacombe (un berger), Gaétan Laperrière (le geôlier) |
| Così fan tutte                           | Mozart                           | 1981-02           | Orchestre symphonique de Montréal                                | Bernardi, Mario           | Reichenbach, Olivier             | Joseph Rouleau (Don Alfonso), Colette Boky (Despina), Gabrielle Lavigne (Dorabella), Paul Trépanier (Ferrando), Dominic Cossa (Guglielmo), Clarice Carson (Fiordiligi) |
| La traviata                              | Verdi                            | 1981-06           | Orchestre symphonique de Montréal                                | Decker, Franz-Paul        | Oswald, Roberto                  | Diana Soviero (Violetta Valéry), Yoland Guérard (Docteur Grenvil), Yolande Dulude (Flora Bervoix), Claude Létourneau (Marquis d’Obigny), Bruno Laplante (Baron Duphol), Guy Piché (Gastone), Gaetano Scano (Alfredo Germont), Alan Monk (Giorgio Germont), Michèle Boucher (Annina), Christian Chiosa (Giuseppe), Antonio Funicelli (Le messager), Gaétan Laperrière (Le laquais) |
| Madame Butterfly                         | Puccini                          | 1981-10           | Orchestre symphonique de Montréal                                | Veltri, Michelangelo      | Symcox, Peter                    | Marina Krilovici (Cio-Cio-San), Ruggiero Bondino (Benjamin Franklin Pinkerton), Nancy DeLong (Suzuki), André Lortie (Goro), Cornelis Opthof (Sharpless), Paule Verschelden (Kate Pinkerton), Paulette Petz-Scheme (La madre di Cio-Cio-San), Bruno Laplante (Il principe Yamadori), Antonio Funicelli (Lo zio Yakusidè), Claude Létourneau (Il Bonzo) |
| L'elisir d'amore                         | Donizetti                        | 1981-12           | Orchestre symphonique de Montréal                                | Silipigni, Alfredo        | Camerlo, Humbert                 | Marie-Danielle Parent (Giannetta), Jon Garrison (Nemorino), Norma Burrowes (Adina), Robert Savoie (Le sergent Belcore), Claude Corbeil (Le docteur Dulcamara) |
| Werther                                  | Massenet                         | 1982-02           | Orchestre symphonique de Montréal                                | Hétu, Pierre              | Prévost, Robert                  | Michele Molese (Werther), Bernard Turgeon (Albert), Yoland Guérard (Le Bailli), Gaétan Laperrière (Johann), André Lortie (Schmidt), Gabrielle Lavigne (Charlotte), Céline Dussault (Sophie) |
| Il trovatore                             | Verdi                            | 1982-06           | Orchestre symphonique de Montréal                                | Decker, Franz-Paul        | Oswald, Roberto                  | Vincenzo Bello (Manrico), Joseph Rouleau (Ferrando), Thérèse Sévigny (Iñez), Lynne Strow (Leonora), Richard Fredricks (Le comte de Luna), Mariana Paunova (Azucena), Yves Cantin (Ruiz) |
| Norma                                    | Bellini                          | 1982-10           | Orchestre symphonique de Montréal                                | Silipigni, Alfredo        | Reichenbach, Olivier             | Olivia Stapp (Norma), Edgar Stivan (Pollione), Don Garrard (Oroveso), Claude-Robin Pelletier (Flavius), Gabrielle Lavigne (Adalgisa), Marie-Danielle Parent (Clotilda) |
| Lucia di Lammermoor                      | Donizetti                        | 1982-12           | Orchestre symphonique de Montréal                                | Armenian, Raffi           | Gratale, Franco                  | Luciana Serra (Lucia Ashton), Paul Trépanier (Lord Arturo Bucklaw), Yves Cantin (Normanno), Cornelis Opthof (Enrico Ashton), Claude Corbeil (Raimondo Bidebent), Nancy DeLong (Alisa), Alberto Cupido (Edgardo) |
| Fidelio                                  | Beethoven                        | 1983-02           | Orchestre symphonique de Montréal                                | Decker, Franz-Paul        | Oswald, Roberto                  | Colette Boky (Marzelline), Paul Trépanier (Jacquino), Yoland Guérard (Don Fernando), Pierre Charbonneau (Rocco), Johanna Meier (Leonore), Victor Braun (Don Pizarro), Edward Sooter (Florestan) |
| Macbeth                                  | Verdi                            | 1983-06           | Orchestre symphonique de Montréal                                | Cal Stewart Kellogg       | Václav Kašlík                    | Louis Quilico (Macbeth), Marita Napier (Lady Macbeth), Harry Dworchak (Banquo), André Turp (Macduff), Richard Turp (Malcolm), Nancy DeLong (Suivante de Lady Macbeth), Roland Gosselin (Un médecin) |
| Manon                                    | Massenet                         | 1983-10           | Orchestre symphonique de Montréal                                | Pierre Hétu               | James Lucas                      | Gino Quilico (Lescaut), Paul Trépanier (Guillot de Morfontaine), Yoland Guérard (Le comte des Grieux), Diana Soviero (Manon Lescaut), John Fowler (Le chevalier des Grieux), Bruno Laplante (Monsieur de Brétigny), Christiane Guénette (Poussette), Michèle Gaudreau (Javotte), Christine Lemelin (Rosette), Claude Létourneau (Hôtelier) |
| Les Noces de Figaro                      | Mozart                           | 1983-12           | Orchestre symphonique de Montréal                                | Bernardi, Mario           | Humbert Camerlo                  | Claude Corbeil (Figaro), Anne-Marie Rodde (Susanna), Pierre Charbonneau (Bartolo), Thérèse Sevadjian (Marcellina), Susan Quittmeyer (Cherubino), Alan Monk (Le comte Almaviva), Bernard Fitch (Basilio, Don Curzio), Benita Valente (La comtesse Almaviva), Marie-Danielle Parent (Barbarina), Claude Létourneau (Antonio) |
| Turandot                                 | Puccini                          | 1984-03           | Orchestre symphonique de Montréal                                | Silipigni, Alfredo        | Hebert, Bliss                    | Marisa Galvani (La princesse Turandot), Maria Pellegrini (Liù), Claude Létourneau (Le mandarin), Thanos Petrakis (Calaf), Don Garrard (Timur), Jean-Clément Bergeron (Ping), André Lortie (Pang), Paul Trépanier (Pong), Claude-Robin Pelletier (Altoum) |
| Rigoletto                                | Verdi                            | 1984-06           | Orchestre symphonique de Montréal                                | Amaducci, Bruno           | Boerlage, Frans                  | Louis Quilico (Rigoletto), Joseph Rouleau (Sparafucile), Enrico Di Giuseppe (Le duc de Mantoue), Gail Desmarais (La comtesse Ceprano), Roland Gosselin (Le comte Ceprano), Gaétan Laperrière (Le chevalier Marullo), Claude-Robin Pelletier (Matteo Borsa), Charles Prévost (Le comte Monterone), Costanza Cuccaro (Gilda), Marie-Marthe Bernard (Giovanna), Martha-Jane Howe (Maddalena) |
| Il barbiere di Siviglia                  | Rossini                          | 1984-10           | Orchestre symphonique de Montréal                                | Hétu, Pierre              | Gascon, Jean                     | Gino Quilico (Figaro), Julia Hamari (Rosina), Jon Garrison (Le comte Almaviva), Claude Corbeil (Basilio), Pierre Charbonneau (Bartolo), Thérèse Sevadjian (Berta), Antonio Funicelli (Fiorello) |
| La traviata                              | Verdi                            | 1984-12           | Orchestre symphonique de Montréal                                | Veltri, Michelangelo      | Oswald, Roberto                  | Elena Mauti-Nunziata (Violetta Valéry), Roland Gosselin (Docteur Grenvil), Thérèse Sevadjian (Flora Bervoix), Claude Létourneau (Marquis d’Obigny), Jean-Clément Bergeron (Baron Duphol), Guy Piché (Gastone), Vinson Cole (Alfredo Germont), Louis Quilico (Giorgio Germont) |
| La Bohème                                | Puccini                          | 1985-03           | Orchestre symphonique de Montréal                                | Armenian, Raffi           | Lucas, James                     | Dano Raffanti (Rodolfo), Veronika Kincses (Mimi), Theodore Baerg (Marcello), Pierre Charbonneau (Colline), Peter Barcza (Schaunard), Claude Létourneau (Benoît, Alcindoro), Maria Rosa Nazario (Musetta), Jean-Louis Sanscartier (Parpignol) |
| Salome                                   | Strauss                          | 1985-05           | Orchestre symphonique de Montréal                                | Decker, Franz-Paul        | Kaslik, Vaclav                   | Leila Andersson (Salomé), Frederick Donaldson (Narraboth), William Ingle (Hérode), Janice Meyerson (Hérodias), Peter Wimberger (Jochanaan), Christine Lemelin (Le page d'Hérodias), Roland Gosselin (Un Cappadocéen), Iraina Neufeld (Une esclave) |
| Don Pasquale                             | Donizetti                        | 1985-10           | Orchestre symphonique de Montréal                                | Hétu, Pierre              | Camerlo, Humbert                 | Pierre Charbonneau (Don Pasquale), Claude Corbeil (Docteur Malatesta), Marie-Danielle Parent (Norina), Jon Garrison (Ernesto), Antonio Funicelli (Le notaire) |
| Suor Angelica et Cavalleria rusticana    | Puccini et Mascagni              | 1985-11           | Orchestre symphonique de Montréal                                | Veltri, Michelangelo      | Thompson, Robin                  | Suor Angelica : Veronika Kincses (Angelica), Thérèse Sevadjian (Zelatrice), Lyse Guérin (Dolcina), Odette Beaupré (Maestra), Denise Martineau (Badessa), Janice Taylor (Principessa), Marie Dugal (Osmina), Marie-Danielle Parent (Genovieffa), Adrienne Savoie (Novizia) Cavalleria rusticana : Frederick Donaldson (Turiddu), Nicole Lorange (Santuzza), Janice Taylor (Mamma Lucia), Richard Fredricks (Alfio), Odette Beaupré (Lola) |
| Tristan und Isolde                       | Wagner                           | 1986-03           | Orchestre symphonique de Montréal                                | Decker, Franz-Paul        | Oswald, Roberto                  | Berit Lindholm (Isolde), James McCray (Tristan), Vera Baniewicz (Brangäne), Victor Braun (Kurwenal), Don Garrard (Le roi Marc), Paul Trépanier (Melot), Robert MacLaren (Le Marin, le Pâtre) |
| Il barbiere di Siviglia                  | Rossini                          | 1986-04           | Orchestre des Jeunes du Québec                                   | Hétu, Pierre              | Gascon, Jean                     | Theodore Baerg (Figaro), Suzanne Marsee (Rosina), Raùl Gimenez (Le comte Almaviva), Claude Corbeil (Basilio), Pierre Charbonneau (Bartolo), Thérèse Sevadjian (Berta), Antonio Funicelli (Fiorello) |
| Aida                                     | Verdi                            | 1986-05           | Orchestre symphonique de Montréal                                | Kellogg, Cal Stewart      | Lucas, James                     | Sheila Nadler (Amneris), Natalia Rom (Aïda), Pierre Charbonneau (Ramphis), Lando Bartolini (Radamès), John Doddington (Le roi d'Égypte), Robert Robitaille (Un messager), Maureen Browne (La grande prêtresse), David Arnold (Amonasro) |
| Roméo et Juliette                        | Gounod                           | 1986-10           | Musiciens divers                                                 | Lewis, Henry              | Uzan, Bernard                    | Alberto Cupido (Roméo Montaigu), Diana Soviero (Juliette Capulet), Gregory Kunde (Tybalt), Charles Prévost (Pâris), Grégoire Legendre (Le comte Capulet), Gaétan Laperrière (Mercutio), Marion Pratnicki (Gertrude), Jean-Clément Bergeron (Gregorio), Pierre Charbonneau (Frère Laurent), Odette Beaupré (Stefano), Robert MacLaren (Benvolio), Philip Ens (Le duc de Vérone) |
| Die Zauberflöte                          | Mozart                           | 1986-12           | Orchestre symphonique de Montréal                                | Armenian, Raffi           | Corsaro, Frank                   | Patrick Power (Tamino), Mikael Melbye (Papageno), Sharon Christman (La Reine de la nuit), Bernard Fitch (Monostatos), Don Garrard (Sarastro), Philip Ens (L'orateur) |
| Orphée aux Enfers                        | Offenbach                        | 1986-12           | Orchestre Métropolitain                                          | Auger, Gilles             | Roussel, Daniel                  | Yves Cantin (Orphée), Céline Dussault ou Brigitte Toulon (Eurydice), Bruno Laplante (Aristée), Michel Corbeil (Pluton), Pierre Charbonneau (Jupiter), Louisette Dussault (L'Opinion publique), Colette Boky (Diane), Normand Chouinard (John Styx), Bruno Deforge (Bacchus), Odette Beaupré (Cupidon), Marc Labrèche (Mercure), Jean-Clément Bergeron (Mars), Agathe Martel (Vénus), Luc Ouellette (Neptune), Alain Bélanger (Vulcain), Gisèle Crépeau (Flore), Claire Vaillancourt (Hébé), Daniel Gulko (Hercule), Linda Figiel (Pomone), Roger Fournier (Apollon), Mireille Thibault (Junon), Berthier Denys (Pan), Danièle Pilon (Minerve), Sylvie Lanouette (Cybèle), Ginette Boutin (Cérès), Gilles Brisson (Minos), Normand Carrière (Morphée), Isabelle Delage (La Fortune), Micheline Bouchard (Iris) |
| Manon Lescaut                            | Puccini                          | 1987-02           | Orchestre symphonique de Montréal                                | Silipigni, Alfredo        | Hebert, Bliss                    | Ilona Tokody (Manon Lescaut), Peter Lindroos (Chevalier des Grieux), Marcel Vanaud (Lescaut), Jerold Siena (Edmondo), Aurel Gramescu (Hôtelier), Pierre Charbonneau (Geronte de Ravoir), Gabrielle Lavigne (Chanteur), Paul Trépanier (Lampionaio), Robert MacLaren (Maître de ballet), Antonio Funicelli (Sergent des archers), Charles Prévost (Capitaine de marine) |
| I puritani                               | Bellini                          | 1987-04           | Orchestre symphonique de Montréal                                | Boncompagni, Elio         | Oswald, Roberto                  | Gregory Kunde (Arturo Talbo), Luciana Serra (Elvira), Renato Capecchi (Gualtiero Valton), Pierre Charbonneau (Giorgio Valton), Gabrielle Lavigne (Enrichetta de Francia), Adib Fazah (Riccardo Forth), Robert Tate (Bruno Roberton) |
| Tosca                                    | Puccini                          | 1987-06           | Orchestre symphonique de Montréal                                | Veltri, Michelangelo      | Gascon, Jean                     | Maria Slatinaru (Floria Tosca), Rubèn Dominguez (Mario Cavaradossi), Louis Quilico (Baron Scarpia), Jean-Clément Bergeron (Cesare Angelotti), Renato Capecchi (Sacristain), André Lortie (Spoletta), Charles Prévost (Sciarrone), Jean-Luc Houde (Un berger), Antonio Funicelli (Le geôlier) |
| Otello                                   | Verdi                            | 1987-10           | Orchestre symphonique de Montréal                                | Silipigni, Alfredo        | Vitez, Antoine                   | Maurice Stern (Otello), Adriana Vanelli (Desdemona), Lajos Miller (Iago), Gregory Kunde (Cassio), Thérèse Sevadjian (Emilia), Robert MacLaren (Roderigo), Joseph Rouleau (Lodovico), Phillip Ens (Montano), Antonio Funicelli (Un héraut) |
| La Cenerentola                           | Rossini                          | 1987-12           | Orchestre des Jeunes du Québec                                   | Matheson, John            | Uzan, Bernard                    | Julia Hamari (Cenerentola), Pierre Charbonneau (Don Magnifico), Gabrielle Lavigne (Tisbe), Marie-Danielle Parent (Clorinda), Richard Croft (Don Ramiro), Claude Corbeil (Dandini), John Doddington (Alidoro) |
| Carmen                                   | Bizet                            | 1988-02           | Orchestre symphonique de Montréal                                | Fournet, Jean             | Roussel, Daniel                  | Kathleen Kuhlmann (Carmen), Jacque Trussel (Don José), Marie-Danielle Parent (Micaëla), Claude Corbeil (Escamillo), Lyse Guérin (Frasquita), Gabrielle Lavigne (Mercédès), Erik Oland (Le Dancaïre), Robert MacLaren (Le Remendado), Philip Ens (Zuniga), Grégoire Legendre (Moralès) |
| Don Giovanni                             | Mozart                           | 1988-04           | Orchestre symphonique de Montréal                                | Bernardi, Mario           | Reichenbach, Olivier             | Allan Monk (Don Giovanni), Joseph Rouleau (Commendatore), Bruno Pola (Leporello), Ana Pusar (Donna Anna), Patrick Power (Don Ottavio), Anita Soldh (Donna Elvira), Jutta Bokor (Zerlina), Philip Ens (Masetto) |
| Madame Butterfly                         | Puccini                          | 1988-10           | Orchestre symphonique de Montréal                                | Tabachnik, Michel         | Oswald, Roberto                  | Veronika Kincses (Cio-Cio-San), Kristian Johannsson (Benjamin Franklin Pinkerton), Odette Beaupré (Suzuki), André Lortie (Goro), Theodore Baerg (Sharpless), Ruth Barrie (Kate Pinkerton), Lucille Dansereau (La madre di Cio-Cio-San), Erik Oland (Il principe Yamadori), Antonio Funicelli (Lo zio Yakusidè), Jean-Clément Bergeron (Il Bonzo) |
| Fidelio                                  | Beethoven                        | 1988-12           | Orchestre symphonique de Montréal                                | Sander, Alexander         | Oswald, Roberto                  | Marie-Danielle Parent (Marzelline), Benoit Boutet (Jacquino), Joseph Rouleau (Don Fernando), Pierre Charbonneau (Rocco), Leila Andersson-Palme (Leonore), Victor Braun (Don Pizarro), James McCray (Florestan) |
| La Bohème                                | Puccini                          | 1989-02           | Orchestre Métropolitain                                          | Silipigni, Alfredo        | Uzan, Bernard                    | Péter Kelen (Rodolfo), Diana Soviero (Mimi), Gaétan Laperrière (Marcello), Claude Corbeil (Colline), Grégoire Legendre (Schaunard), Claude Létourneau (Benoît, Alcindoro), Lyse Guérin (Musetta), Christian Chiosa (Parpignol) |
| Dialogues des carmélites                 | Poulenc                          | 1989-04           | Orchestre symphonique de Montréal                                | Fournet, Jean             | Mansouri, Lofti                  | Grégoire Legendre (Marquis de la Force), Benoit Boutet (Chevalier de La Force), Irena Welhasch (Blanche de La Force), Yon Erkoreka (Thierry), Janice Taylor (Madame de Croissy), Hélène Fortin (Sœur Constance de Saint-Denis), Odette Beaupré (Mère Marie de l'Incarnation), Jacques Lareau (Javelinot), Sharon Coste (Madame Lidoine), Robert Robitaille (L'Aumônier), Thérèse Sevadjian (Mère Jeanne de l'Enfant-Jésus), Catherine Sévigny (Sœur Mathilde) |
| Faust                                    | Gounod                           | 1989-09           | Orchestre symphonique de Montréal                                | Delacôte, Jacques         | Uzan, Bernard                    | Denes Gulyas (Faust), Marie Spacagna (Marguerite), John-Paul Bogart (Méphistophélès), Gino Quilico (Valentin), Odette Beaupré (Siebel), Thérèse Sevadjian (Marthe Schwerlein), Desmond Byrne (Wagner) |
| Le Comte Ory                             | Rossini                          | 1989-11           | Orchestre Métropolitain                                          | Campanella, Bruno         | Millaire, Albert                 | Rockwell Blake (Le Comte Ory), Christine Weidinger (La Comtesse Adèle), David Hamilton (Raimbaud), Pierre Charbonneau (Le Gouverneur), Odette Beaupré (Isolier), Chantal Lambert (Dame Ragonde) |
| Die Entführung aus dem Serail            | Mozart                           | 1990-02           | Orchestre symphonique de Montréal                                | Rescigno, Joseph          | Uzan, Bernard                    | Patrick Power (Belmonte), Costanza Cuccaro (Konstanze), Bernard Fitch (Pedrillo), Erie Mills (Blondchen), Ara Berberian (Osmin), Stan Garner (Selim Bassa), Ronald Houle (Klaas) |
| Nelligan                                 | Gagnon, André                    | 1990-03           | Musiciens divers                                                 | Price, Scott              | Brassard, André                  | Yves Soutière (Émile Nelligan (jeune)), Michel Comeau (Émile Nelligan (vieux)), Louise Forestier (Émilie Nelligan), Jim Corcoran (David Nelligan), Renée Claude (Françoise), Dympna McConnell (Éva), Marie-Jo Thério (Gertrude), Loui Mauffette (Charles Gill), Daniel Jean (Arthur de Bussières), Roger Bellemare (Le Père Eugène Seers), Jean Archambault (Un visiteur), Brigitte Portelance (Une religieuse) |
| Un ballo in maschera                     | Verdi                            | 1990-04           | Orchestre symphonique de Montréal                                | Boncompagni, Elio         | Mattaliano, Christopher          | Rubèn Dominguez (Riccardo), Maureen Browne (Amelia), Lajos Miller (Renato), Tracy Dahl (Oscar), Mariana Paunova ou Maria Popescu (Ulrica), Jean-Clément Bergeron (Samuele), Gregory Atkinson (Tom), Desmond Byrne (Silvano), Gordon Gietz (Un serviteur d'Amelia) |
| Adriana Lecouvreur                       | Cilea                            | 1990-09           | Orchestre symphonique de Montréal                                | Veltri, Michelangelo      | Uzan, Bernard                    | Diana Soviero (Adriana), Ermanno Mauro (Maurizio), Louis Quilico (Michonnet), Livia Budai-Batky (Princesse de Bouillon), Joseph Rouleau (Prince de Bouillon), Adolfo Llorca (L'Abate di Chazeuil), Gianna Corbisiero (Mademoiselle Jouvenot), Ellen Paltiel (Mademoiselle Dangeville), Gordon Gietz (Poisson), Claude Grenier (Quinault), Nicolas Groenewegen (Un majordome) |
| Les Contes d'Hoffmann                    | Offenbach                        | 1990-12           | Orchestre symphonique de Montréal                                | Bradshaw, Richard         | Uzan, Bernard                    | Franco Farina (Hoffmann), Hélène Fortin (Olympia), Lyne Fortin (Antonia), Nadia Pelle (Giulietta), Gianna Corbisiero (Stella), Robert McFarland (Le conseiller Lindorf, Coppélius, Le docteur Miracle, Le capitaine Dapertutto), Gordon Gietz (Andrès, Frantz, Pittichinaccio, Spalanzani), Keith Boldt (Nathanaël, Cochenille), Gaétan Labbé (Hermann), Maureen Browne (La voix de la tombe), Odette Beaupré (Nicklausse), Pierre Charbonneau (Luther, Crespel, Schlémil) |
| Gianni Schicchi et Pagliacci             | Puccini et Leoncavallo           | 1991-02           | Orchestre symphonique de Montréal                                | Stahl, David              | Melano, Fabrizio                 | Gianni Schicchi : Carlos Serrano (Gianni Schicchi), Pamela South (Lauretta), Richard Margison (Rinuccio), Thérèse Sevadjian (Zita), Gregory Atkinson (Marco), Pierre Lorieau (Amantio), Christian Chiosa (Pinellino), Jacques Lareau (Guccio), Adrienne Savoie (Gherardino), Claude Grenier (Simone), Maria Popescu (La Ciesca), Gaétan Labbé (Betto), Gianna Corbisiero (Nella), Nicolas Groenewegen (Gherardo), Jean-Clément Bergeron (Spinelloccio) Pagliacci : John Absalom (Canio), Pamela South (Nedda), Carlos Serrano (Tonio), Gaétan Laperrière (Silvio), Gordon Gietz (Beppe) |
| Der Rosenkavalier                        | Strauss                          | 1991-04           | Orchestre symphonique de Montréal                                | Sander, Alexander         | Hebert, Bliss                    | Mechthild Gessendorf (Feldmarschallin), Eric Halfvarson (Le baron Ochs auf Lerchenau), Alexandra Hughes (Octavian), Hélène Fortin (Sophie), Peter Strummer (Faninal), Douglas Perry (Valzacchi), Maria Popescu (Annina), Chantal Lambert (Marianne Leitmetzerin), Claude Grenier (Kommissarius et Notar) |
| La Veuve joyeuse                         | Lehár                            | 1991-06           | Orchestre Métropolitain                                          | Armenian, Raffi           | Jobin, André                     | Lyne Fortin (Missia Palmieri), Pierre Charbonneau (Popoff), Jean-François Lapointe (Danilo), Benoit Boutet (Camille de Coutanson), Bernard Meney (Figg), Nicolas Groenewegen (Lérida), Keith Boldt (D'Estillac), Chantal Lambert (Nadia), Pierre Lorieau (Kromski), Gaétan Labbé (Bogdanowitch), Claude Grenier (Pritschitch), Gordon Gietz (Le Gérant), Gianna Corbisiero (Olga Kromski), Ellen Paltiel (Sylviane Bogdanowitch), Manon Feubel (Prascovia Pritschitch), Leila Chalfoun (Manon) |
| Tosca                                    | Puccini                          | 1991-09           | Orchestre symphonique de Montréal                                | Rescigno, Joseph          | Uzan, Bernard                    | Diana Soviero (Floria Tosca), Tonio Di Paolo (Mario Cavaradossi), Harry Dworchak (Baron Scarpia), Claude Grenier (Cesare Angelotti), Alexander Savtchenko (Sacristain, Le geôlier), Gordon Gietz (Spoletta), Gaétan Labbé (Sciarrone), Adrienne Savoie (Un berger) |
| Rigoletto                                | Verdi                            | 1991-11           | Orchestre symphonique de Montréal                                | Salemno, Louis            | de Blasis, James                 | Louis Quilico (Rigoletto), Claude Grenier (Sparafucile), Gérard Garino (Le duc de Mantoue), Sherry Jarosiewicz (La comtesse Ceprano), Gaétan Labbé (Le comte Ceprano), Lawrence Cotton (Le chevalier Marullo), Gordon Gietz (Matteo Borsa), Alexander Savtchenko (Le comte Monterone), Hélène Fortin (Gilda), Lyne Comtois (Giovanna), Adria Firestone (Maddalena) |
| Eugène Onéguine                          | Tchaïkovski                      | 1992-02           | Orchestre symphonique de Montréal                                | Vekshtein, Semyon         | Walker-Castaldo, Kay             | Gabrielle Lavigne (Madame Larine), Joanne Kolomyjec (Tatiana), Maria Popescu (Olga), Thérèse Sevadjian (Filippievna), Sergei Leiferkus (Eugène Onéguine), Vladimir Bogachov (Vladimir Lenski), Stefan Szkafarowsky (Prince Grémine), Gordon Gietz (Triquet), Claude Grenier (Capitaine et Zaretski)) |
| Nabucco                                  | Verdi                            | 1992-04           | Orchestre Métropolitain                                          | Silipigni, Alfredo        | Guttman, Irving                  | James Dietsch (Nabucco), Linda Roark-Strummer (Abigaïlle), Claude-Robin Pelletier (Ismaël), Paul Plishka (Zaccaria), Sonia Racine (Fenena), Manon Feubel (Anna), Christopher Coyea (Abdallo) |
| Così fan tutte                           | Mozart                           | 1992-04           | Orchestre du Festival Mozart                                     | Flint, Mark               | Ronfard, Alice                   | Claude Grenier (Don Alfonso), Sherri Jarosiewicz (Despina), Lyne Comtois (Dorabella), Gordon Gietz (Ferrando), Grégoire Legendre (Guglielmo), Heidi Klassen (Fiordiligi) |
| La Belle Hélène                          | Offenbach                        | 1992-05           | L'Orchestre de l'Opéra de Montréal                               | Flint, Mark               | Uzan, Bernard                    | Chantal Lambert (Hélène), Gordon Gietz (Pâris), André Lortie (Ménélas), Pierre Charbonneau (Agamemnon), Edgar Fruitier (Calchas), Odette Beaupré (Oreste), Bernard Meney (Achille), Hugues Saint-Gelais (Ajax premier), Christian Chiosa (Ajax deuxième), Ellen Paltiel (Parthénis), Leila Chalfoun (Léæna), Louise Guyot (Bacchis), Gaétan Labbé (Philocôme), Lawrence Cotton (Euthyclès) |
| Andrea Chénier                           | Giordano                         | 1992-09           | Orchestre symphonique de Montréal                                | Veltri, Michelangelo      | Uzan, Bernard                    | Stefka Evstatieva (Maddalena), Ermanno Mauro (Andrea Chénier), Richard Clark (Gérard), Thérèse Sevadjian (Contessa di Coigny), Lyne Comtois (Bersi), Gabrielle Lavigne (Madelon), Claude Grenier (Mathieu), Hugues Saint-Gelais (Abate), Gordon Gietz (Incredibile), Taras Kulish (Fouquier-Tinville), Grégoire Legendre (Roucher), Normand Richard (Fléville), Marc Belleau (Schmidt), Camille Renno (Dumas) |
| Roméo et Juliette                        | Gounod                           | 1992-11           | Orchestre symphonique de Montréal                                | Lipton, Daniel            | Uzan, Bernard                    | Michael Rees Davis (Roméo Montaigu), Lyne Fortin (Juliette Capulet), Gordon Gietz (Tybalt), Taras Kulish (Pâris), Grégoire Legendre (Le comte Capulet), Timothy Sarris (Mercutio), Louise Guyot (Gertrude), Marc Belleau (Gregorio), Georges Hogan (Frère Laurent, Le duc de Vérone), Lyne Comtois (Stefano), Richard Bénard (Benvolio) |
| I Capuleti e i Montecchi                 | Bellini                          | 1992-12-04        | Orchestre Métropolitain                                          | Flint, Mark               |                                  | Judith Forst (Romeo Montecchi), Hélène Fortin (Giulietta Capuleti), Gordon Gietz (Tebaldo), Grégoire Legendre (Lorenzo), Georges Hogan (Capellio Capuleti) |
| Lucia di Lammermoor                      | Donizetti                        | 1993-03           | Orchestre symphonique de Montréal                                | Rescigno, Joseph          | Pfeiffer, David                  | Sheryl Woods (Lucia Ashton), Raul Hernandez (Lord Arturo Bucklaw), Christian Chiosa (Normanno), Gaétan Laperrière (Enrico Ashton), Joseph Rouleau (Raimondo Bidebent), Gabrielle Lavigne (Alisa), John Fowler (Edgardo) |
| Madame Butterfly                         | Puccini                          | 1993-04           | Orchestre symphonique de Montréal                                | Badea, Christian          | Uzan, Bernard                    | Diana Soviero (Cio-Cio-San), Tonio Di Paolo (Benjamin Franklin Pinkerton), Yun Deng (Suzuki), Howard Bender (Goro), Carlos Serrano (Sharpless), Dominique Blier (Kate Pinkerton), Marc Belleau (Il principe Yamadori), Camille Reno (Lo zio Yakusidè), Claude Grenier (Il Bonzo) |
| Die Fledermaus                           | Strauss, Johann                  | 1993-06           | Orchestre Métropolitain                                          | Lacombe, Jacques          | Saint-Pierre, Patrice            | Louis Otey (Gabriel von Eisenstein), Leigh Munro (Rosalinda), Hélène Fortin (Adele), Dominique Blier (Ida), Gordon Gietz (Alfred), Grégoire Legendre (Dr. Falke), Hugues Saint-Gelais (Dr. Blind), Pierre Charbonneau (Frank), Bernard Meney (Prince Orlofsky), Edgar Fruitier (Frosch) |
| Der Fliegende Holländer                  | Wagner                           | 1993-09           | Orchestre symphonique de Montréal                                | Argeris, Spiros           | Uzan, Bernard                    | Hartmut Welker (Holländer), Viktor von Halem (Daland), Mary-Jane Johnson (Senta), Keith Boldt (Steuermann), John David De Haan (Erik), Louise Guyot (Mary) |
| La traviata                              | Verdi                            | 1993-11           | Orchestre symphonique de Montréal                                | Armenian, Raffi           | Uzan, Bernard                    | Susan Patterson (Violetta Valéry), Claude Grenier (Docteur Grenvil), Chantal Lambert (Flora Bervoix), Marc Belleau (Marquis d’Obigny), Jacques Lareau (Baron Duphol), Torin Chiles (Gastone), Michael Rees Davis (Alfredo Germont), Bruno Pola (Giorgio Germont), Danièle LeBlanc (Annina), Michel Corbeil (Giuseppe) |
| Falstaff                                 | Verdi                            | 1994-02           | Orchestre symphonique de Montréal                                | Badea, Christian          | Melano, Fabrizio                 | Timothy Noble (Sir John Falstaff), Eva Zseller (Alice Ford), Joseph Frank (Le Docteur Caïus), Hugues Saint-Gelais (Bardolfo), Joseph McKee (Pistola), Maria Popescu (Meg Page), Cynthia Munzer (Mistress Quickly) |
| Carmen                                   | Bizet                            | 1994-04           | Orchestre Métropolitain                                          | Silipigni, Alfredo        | Uzan, Bernard                    | Diana Soviero (Carmen), Antonio Barasorda (Don José), Lyne Fortin (Micaëla), Gaétan Laperrière (Escamillo), Dominique Blier (Frasquita), Gabrielle Lavigne (Mercédès), Camille Reno (Le Dancaïre), Richard di Renzi (Le Remendado), Joseph Rouleau (Zuniga), Normand Richard (Moralès) |
| Les Contes d'Hoffmann                    | Offenbach                        | 1994-05           | Orchestre Métropolitain                                          | Lacombe, Jacques          | Uzan, Bernard                    | Gordon Gietz (Hoffmann), Valérie Gonzalez (Olympia), Agathe Martel (Antonia), Claudine Côté (Giulietta), Claude Corbeil (Le conseiller Lindorf, Coppélius, Le docteur Miracle, Le capitaine Dapertutto), Hugues Saint-Gelais (Andrès, Frantz, Pittichinaccio, Spalanzani), Richard di Renzi (Nathanaël), Normand Richard (Cochenille), Marc Belleau (Hermann), Danièle LeBlanc (La voix de la tombe), Lyne Comtois (Nicklausse), Pierre Charbonneau (Luther, Crespel, Schlémil) |
| La Fille du régiment                     | Donizetti                        | 1994-06           | Orchestre Métropolitain                                          | Flint, Mark               | Albano, Michael                  | Erie Mills (Marie), Bruce Fowler (Tonio), Maureen Forrester (La marquise de Berkenfield), Thomas Hammons (Sulpice), Danièle LeBlanc (La duchesse de Crakentorp), Marc Belleau (Hortensius) |
| The Student Prince                       | Romberg, Sigmund                 | 1994-06           | Orchestre Métropolitain                                          | Flint, Mark               | Smith, Christian                 | Gordon Gietz (Prince Karl Franz), Dominique Blier (Kathie), Erik Oland (Dr. Engel), Chantal Lambert (Princess Margaret), Thomas Hammons (Luzt), Marc Belleau (Captain Tarnitz), Monique Pagé (Gretchen), Richard di Renzi (Detlef), Camille Reno (Von Asterberg) |
| Werther                                  | Massenet                         | 1994-09           | Orchestre symphonique de Montréal                                | Lacombe, Jacques          | Hebert, Bliss                    | Neil Rosenshein (Werther), Vernon Hartman (Albert), Pierre Charbonneau (Le Bailli), Normand Richard (Johann), Jonathan Boyd (Schmidt), Emily Manhart (Charlotte), Éthel Guéret (Sophie) |
| Aida                                     | Verdi                            | 1994-11           | Orchestre symphonique de Montréal                                | Waters, Willie Anthony    | Uzan, Bernard                    | Leslie Richards-Pellegrini (Amneris), Carolyn James (Aïda), Louis Lebherz (Ramphis), Richard di Renzi (Radamès), Rosendo Flores (Le roi d'Égypte), Jonathan Boyd (Un messager), Louise Marcotte (La grande prêtresse), Donnie Ray Albert (Amonasro) |
| La Vie parisienne                        | Offenbach                        | 1994-12           | Orchestre Métropolitain                                          | Villaume, Emmanuel        | Uzan, Bernard                    | Monique Pagé (Gabrielle), Hugues Saint-Gelais (Le Brésilien, Frick), Michel Corbeil (Prosper), Grégoire Legendre (Le baron de Gondremarck), Louise Marcotte (La baronne de Gondremarck), Chantal Lambert (Métella), Gaétan Labbé (Bobinet), Camille Reno (Raoul de Gardefeu), Leila Chalfoun (Pauline), Normand Richard (Urbain) |
| La Bohème                                | Puccini                          | 1995-02           | Orchestre symphonique de Montréal                                | Flint, Mark               | Uzan, Bernard                    | Robert Brubaker (Rodolfo), Lyne Fortin (Mimi), John Michael Koch (Marcello), Claude Grenier (Colline), Steven Pitkanen (Schaunard), André Lortie (Benoît, Alcindoro), Dominique Blier (Musetta), Jonathan Boyd (Parpignol) |
| Il barbiere di Siviglia                  | Rossini                          | 1995-04           | Orchestre Métropolitain                                          | Vernon, Timothy           | Saint-Pierre, Patrice            | Russell Braun (Figaro), Linda Maguire ou Vivica Genaux (Rosina), Vito Martino (Le comte Almaviva), Claude Corbeil (Basilio), Peter Strummer (Bartolo), Danièle LeBlanc (Berta), Gaétan Labbé (Fiorello) |
| The Consul                               | Menotti, Gian Carlo              | 1995-05           | Orchestre Métropolitain                                          | Vekshtein, Semyon         | Uzan, Bernard                    | Joanne Kolomyjec (Magda Sorel), Victor Ledbetter (John Sorel), Kathleen Hegierski (The Secretary), Joyce Castle (The Mother), Marc Boucher (Secret Police Agent), Claude Corbeil (Mr. Kofner), Michèle Boucher (The Foreigh Woman), Danièle LeBlanc (Anna Gomez), Maria Popescu (Vera Boronel), Torin Chiles (The Magician), Normand Richard (Assan) |
| Don Giovanni                             | Mozart                           | 1995-06           | Orchestre Métropolitain                                          | Rescigno, Joseph          | Uzan, Bernard                    | Knut Skram (Don Giovanni), James Courtney (Commendatore), Alan Held (Leporello), Brenda Harris (Donna Anna), Jonathan Welch (Don Ottavio), Colleen Gaetano (Donna Elvira), Maria Popescu (Zerlina), Eduardo Chama (Masetto) |
| Fedora                                   | Giordano, Umberto                | 1995-09           | L'Orchestre de l'Opéra de Montréal                               | Silipigni, Alfredo        | Uzan, Bernard                    | Diana Soviero (Fedora Romazoff), Ermanno Mauro (Loris Ipanoff), Lyne Fortin (Olga Sukarew), Gaétan Laperrière (De Siriex), Claude Létourneau (Cirillo), Marc Boucher (Loreck), Alain Coulombe (Boroff, Michele), Eduardo Chama (Gretch), Steven Pitkanen (Nicola), Anne Marie Hoover (Dimitri, Un jeune paysan), Jonathan Boyd (Desiré, Baron Rouvel), Michel Corbeil (Sergio), Ingrid Mankhof (Marka) |
| Macbeth                                  | Verdi                            | 1995-11           | Orchestre symphonique de Montréal                                | Vekshtein, Semyon         | Racine, François                 | Vladimir Alexeev (Macbeth), Linda Roark-Strummer (Lady Macbeth), Louis Lebherz (Banquo), Richard di Renzi (Macduff), André Clouthier (Malcolm), Anne Saint-Denis (Suivante de Lady Macbeth), Alain Coulombe (Un médecin) |
| Orphée aux Enfers                        | Offenbach                        | 1995-12           | L'Orchestre de l'Opéra de Montréal                               | Flint, Mark               | Uzan, Bernard                    | Hugues Saint-Gelais (Orphée), Hélène Fortin (Eurydice), Michel Corbeil (Aristée, Pluton), Simon Fortin (Jupiter), Éthel Guéret (L'Opinion publique), Chantal Lambert (Diane), Jonathan Boyd (John Styx), Alain Coulombe (Bacchus), Anne Marie Hoover (Cupidon), Steven Pitkanen (Mercure), Marc Boucher (Mars), Ingrid Mankhof (Vénus), Anne Saint-Denis (Junon), Annie Tremblay (Minerve), Renaud Doucet (Le chien Cerbère) |
| Samson et Dalila                         | Saint-Saëns                      | 1996-02           | Orchestre symphonique de Montréal                                | Rescigno, Joseph          | Hebert, Bliss                    | Ermanno Mauro (Samson), Sharon Graham (Dalila), Anooshah Golesorkhi (Le Grand-Prêtre de Dagon), Rosendo Flores (Abimélech), Alexader Savtchenko (Un vieillard hébreu), Richard Labbé (Un messager philistin) |
| Die Zauberflöte                          | Mozart                           | 1996-04           | Orchestre symphonique de Montréal                                | Lacombe, Jacques          | Driver, Robert                   | Gordon Gietz (Tamino), Kathleen Brett (Pamina), LeRoy Villanueva (Papageno), Monique Pagé (Papagena), Mary Dunleavy (La Reine de la nuit), Michel Corbeil (Monostatos), Louis Lebherz (Sarastro), Alain Coulombe (L'orateur) |
| The Turn of the Screw                    | Britten                          | 1996-05           | L'Orchestre de l'Opéra de Montréal                               | Vernon, Timothy           | Lapinski, Gina                   | Timothy Vernon (Prologue, Quint), Joanne Hounsell (La Gouvernante), Johann Tritthardt (Miles), Éthel Guéret (Flora), Marcia Swanston (Mrs. Grose), Anne Saint-Denis (Miss Jessel) |
| Tosca                                    | Puccini                          | 1996-05           | Orchestre Métropolitain                                          | Waters, Willie Anthony    | Capobianco, Tito                 | Elizabeth Holleque (Floria Tosca), Craig Sirianni (Mario Cavaradossi), Richard Cowan (Baron Scarpia), Igor Emelianov (Cesare Angelotti), Thomas Hammons (Sacristain), Jonathan Boyd (Spoletta), Steven Pitkanen (Sciarrone), Éthel Guéret (Un berger), Alain Coulombe (Le geôlier) |
| Les Pêcheurs de perles                   | Bizet                            | 1996-09           | Orchestre symphonique de Montréal                                | Lacombe, Jacques          | Saint-Pierre, Patrice            | Lyne Fortin (Leïla), Claude-Robin Pelletier (Nadir), Gaétan Laperrière (Zurga), Jean-Clément Bergeron (Nourabad) |
| Pagliacci et Suor Angelica               | Leoncavallo et Puccini           | 1996-11           | Orchestre symphonique de Montréal                                | Silipigni, Alfredo        | Uzan, Bernard                    | Pagliacci : Antonio Barasorda (Canio), Diana Soviero (Nedda), Sigmund Cowan (Tonio), Theodore Baerg (Silvio), Jonathan Boyd (Beppe) Suor Angelica : Diana Soviero (Angelica), Marie-France Durocher (Zelatrice), Béatrice Baillargeon (Dolcina), Martina Brehmer (Maestra), Marie-Hélène Couture (Badessa), Yung Deng (Principessa), Muriel Barrette (Osmina), Annie Tremblay (Genovieffa), Ingrid Mankhof (Novizia) |
| Rigoletto                                | Verdi                            | 1997-02           | Orchestre symphonique de Montréal                                | Flint, Mark               | Guttman, Irving                  | Mark Delavan (Rigoletto), Raymond Aceto (Sparafucile), Jianyi Zhang (Le duc de Mantoue), Ingrid Mankhof (La comtesse Ceprano), Alain Coulombe (Le comte Ceprano), Steven Pitkanen (Le chevalier Marullo), Michel Corbeil (Matteo Borsa), Craig Dynowski Hart (Le comte Monterone), Jane Giering-De Haan (Gilda), Michelle Sutton ou Marie-Hélène Couture (Giovanna), Jean Stilwell (Maddalena) |
| Jenůfa                                   | Janáček                          | 1997-03           | Orchestre Métropolitain                                          | Agler, David              | Uzan, Bernard                    | Joanne Kolomyjec (Jenůfa), Judith Forst (Kostelnička Buryjovka), Alan Glassman (Laca Klemeň), Gary Rideout (Števa Buryja), Alain Coulombe (Rychtar), Chantal Lambert (Karolka), John Avey (Stárek), Danièle LeBlanc (Rychtarka), Annie Tremblay (Jano) |
| Hiver dans l'âme et Carmina Burana       | Prévost, André et Orff, Carl     | 1997-05           | Orchestre Métropolitain                                          | Rescigno, Joseph          | Uzan, Bernard et Beaulac, Michel | Normand Richard, Jeannine Thames, John Daniecki, John Hancock |
| Turandot                                 | Puccini                          | 1997-06           | Orchestre Métropolitain                                          | Buckley, Richard          | Cavanagh, Michael                | Audrey Stottler (La princesse Turandot), Christiane Riel (Liù), Steven Pitkanen (Le mandarin), Tonio Di Paolo (Calaf), Kenneth Cox (Timur), Brian Davis (Ping), Torin Chiles (Pang), Jonathan Boyd (Pong), Pascal Mondieig (Altoum) |
| Faust                                    | Gounod                           | 1997-09           | Orchestre Métropolitain                                          | Rescigno, Joseph          | Uzan, Bernard                    | Claude-Robin Pelletier (Faust), Monique Pagé (Marguerite), David Pittsinger (Méphistophélès), Erich Parce (Valentin), Danièle LeBlanc (Siebel), Marcia Swanston (Marthe Schwerlein), Sergei Stilmachenko (Wagner) |
| La Voix humaine et Sélection de mélodies | Poulenc                          | 1997-10           |                                                                  |                           | Uzan, Bernard                    | Chantal Lambert, Marc Boucher |
| Madame Butterfly                         | Puccini                          | 1997-11           | Orchestre symphonique de Montréal                                | Silipigni, Alfredo        | Lapinski, Gina                   | Maria Spacagna (Cio-Cio-San), Paul Lyon (Benjamin Franklin Pinkerton), Kathleen Hegierski (Suzuki), Michel Corbeil (Goro), Theodore Baerg (Sharpless), Sergei Stilmachenko (Il principe Yamadori), Alain Coulombe (Lo zio Yakusidè), René Brempon Laryea (Il Bonzo) |
| Il trovatore                             | Verdi                            | 1998-02           | Orchestre symphonique de Montréal                                | Salemno, Louis            | Bailey, Robert                   | Louis Langelier (Manrico), Stefan Szkafarowsky (Ferrando), Caroline Ménard ou Michelle Sutton (Iñez), Susan Neves (Leonora), Mark Rucker (Le comte de Luna), Elisabetta Fiorillo (Azucena), Marc Hervieux (Ruiz) |
| La Cenerentola                           | Rossini                          | 1998-03           | Orchestre symphonique de Montréal                                | Flint, Mark               | Smillie, Thomson                 | Theodora Hanslowe (Cenerentola), Kevin Glavin (Don Magnifico), Chantal Lambert (Tisbe), Leila Chalfoun (Clorinda), John Osborn (Don Ramiro), Brett Polegato (Dandini), Normand Richard (Alidoro) |
| Le nozze di Figaro                       | Mozart                           | 1998-04           | Les Violons du Roy                                               | Labadie, Bernard          | Denoncourt, Serge                | Stephen Powell (Figaro), Christine Brandes (Susanna), Gary Relyea (Bartolo), Colette Boky (Marcellina), Michelle Sutton (Cherubino), Brett Polegato (Le comte Almaviva), Hugues Saint-Gelais (Basilio, Don Curzio), Lyne Fortin (La comtesse Almaviva), Éthel Guéret (Barbarina), Marc Boucher (Antonio) |
| Manon Lescaut                            | Puccini                          | 1998-06           | Orchestre Métropolitain                                          | Müller, Edoardo           | Uzan, Bernard                    | Diana Soviero (Manon Lescaut), Fabio Armiliato (Chevalier des Grieux), John Fanning (Lescaut), Marc Hervieux (Edmondo), Alain Coulombe (Hôtelier, Sergent des archers), Peter Strummer (Geronte de Ravoir), Anne Marie Hoover (Chanteur), Pascal Mondieig (Lampionaio, Maître de ballet), René Brempon Laryea (Capitaine de marine) |
| La traviata                              | Verdi                            | 1998-10           | Orchestre Métropolitain                                          | Flint, Mark               | Lehmeyer, John                   | Lyne Fortin (Violetta Valéry), Claude Grenier (Docteur Grenvil), Kathleen Higierski (Flora Bervoix), Richard Labbé (Marquis d'Obigny), Yves Dionne (Baron Duphol), Marc Hervieux (Gastone), Fernando de la Mora (Alfredo Germont), Sherrill Milnes (Giorgio Germont), Michelle Sutton (Annina), Michel Corbeil (Giuseppe), Sergei Stilmachenko (Le messager), Dion Mazerolle (Le laquais) |
| Don Carlos                               | Verdi                            | 1998-11           | Orchestre symphonique de Montréal                                | Guadagno, Anton           | Uzan, Bernard                    | Richard Margison (Don Carlos), John Cheek (Philippe II), Gaétan Laperrière (Rodrigue), Stefan Szkafarowsky (Le Grand Inquisiteur), Claude Grenier (Un moine), Stefka Evstatieva (Élisabeth de Valois), Jean Stilwell (La princesse Eboli), Adrienne Savoie (Thibault), Jean-Pierre MacDonald (Le comte de Lerme) |
| Carmen                                   | Bizet                            | 1999-02           | Orchestre symphonique de Montréal                                | Salemno, Louis            | Deschamps, Nathalie              | Sharon Graham (Carmen), Vinson Cole (Don José), Manon Feubel (Micaëla), Philippe Fourcade (Escamillo), Marie-Annie Simoneau ou Stephanie Brill (Frasquita), Chantal Lambert (Mercédès), Sergei Stilmachenko (Le Dancaïre), Michel Corbeil (Le Remendado), Jean-Clément Bergeron (Zuniga), Dion Mazerolle (Moralès) |
| Manon                                    | Massenet                         | 1999-03           | Orchestre symphonique de Montréal                                | Agler, David              | Uzan, Bernard                    | Didier Henry (Lescaut), Anthony Laciura (Guillot de Morfontaine), James A. Patterson (Le comte des Grieux), Maria D'aragnès Colomb (Manon Lescaut), Fernando de la Mora (Le chevalier des Grieux), Peter Strummer (Monsieur de Brétigny), Marie-Annie Simoneau (Poussette), Stephanie Brill ou Melanie Esseltine (Javotte), Michelle Sutton (Rosette), Dion Mazerolle (Hôtelier) |
| Susannah                                 | Floyd, Carlisle                  | 1999-04           | Orchestre Métropolitain                                          | Flint, Mark               | Garner, Stanley M.               | Karen Driscoll (Susannah Polk), Brian Davis (Olin Blitch), Jonathan Boyd (Sam Plock), Dean Anthony (Little Bat McLean), Marc Boucher (Elder McLean), Torin Chiles (Elder Gleaton), Ronald Tremblay (Elder Hayes), Normand Richard (Elder Ott), Patrizia Conte (Mrs. McLean), Chantal Lambert (Mrs. Gleaton), Renee Claire Bergeron (Mrs. Hayes), Dina Martire (Mrs. Ott) |
| The Consul                               | Menotti, Gian Carlo              | 1999-05           | Orchestre Métropolitain                                          | Rescigno, Joseph          | Uzan, Bernard                    | Joanne Kolomyjec (Magda Sorel), Brian Davis (John Sorel), Kathleen Hegierski (The Secretary), Patrizia Conte (The Mother), Marc Boucher (Secret Police Agent), Claude Grenier (Mr. Kofner), Anne Saint-Denis (The Foreigh Woman), Chantal Lambert (Anna Gomez), Michelle Sutton (Vera Boronel), Torin Chiles (The Magician), Normand Richard (Assan) |
| La Gioconda                              | Ponchielli, Amilcare             | 1999-06           | Orchestre Métropolitain                                          | Waters, Willie Anthony    | Uzan, Bernard                    | Eva Urbanová (La Gioconda), Fabio Armiliato (Enzo Grimaldo), Richard Paul Fink (Barnaba), Sharon Graham (Laura Ardorno), John Fiorito (Alvise Badoero), Annamaria Popescu (La Cieca), Sergei Stilmachenko (Zuane), Marc Hervieux (Isepo), Claude Grenier (Frate), Éric Laporte (Pilota), Dion Mazerolle (Cantore) |
| Salome                                   | Strauss                          | 1999-09           | Orchestre Métropolitain                                          | Agler, David              | Uzan, Bernard                    | Eilana Lappalainen (Salomé), Thomas Studebaker (Narraboth), Alan Glassman (Hérode), Kathryn Day (Hérodias), Richard Paul Fink (Jochanaan), Kathleen Hegierski (Le page d'Hérodias), Alexander Dobson (Un Cappadocéen), Stephanie Brill ou Marie Simoneau (Une esclave), Claude Grenier (2e soldat) |
| La Bohème                                | Puccini                          | 1999-11           | Orchestre Métropolitain                                          | Renzi, Victor de          | Uzan, Bernard                    | Jean-Francis Monvoisin (Rodolfo), Karen Driscoll (Mimi), Gary Lehman (Marcello), Peter Volpe (Colline), Terry Murphy (Schaunard), Claude Grenier (Benoît, Alcindoro), Meagan Miller (Musetta), Pascal Mondieig (Parpignol) |
| Lakmé                                    | Delibes, Léo                     | 2000-01           | Orchestre Métropolitain                                          | Nézet-Séguin, Yannick     |                                  | Aline Kutan (Lakmé), Jianyi Zhang (Gérald), Brian Davis (Frédérick), Gregory Atkinson (Nilakantha), Michelle Sutton (Mallika), Dion Mazerolle (Hadji), Melanie Esseltine (Ellen), Marie Simoneau (Rose), Dina Martire (Mistress Benson) |
| Otello                                   | Verdi                            | 2000-02           | Orchestre symphonique de Montréal                                | Rescigno, Joseph          | Hebert, Bliss                    | Antonio Barasorda (Otello), Adriana Vanelli (Desdemona), Gino Quilico (Iago), Marc Hervieux (Cassio), Dina Martire (Emilia), Jean-Pierre MacDonald (Roderigo), Claude Grenier (Lodovico), Dion Mazerolle (Montano), Alexander Dobson (Un héraut) |
| Dialogues des carmélites                 | Poulenc                          | 2000-03           | Orchestre symphonique de Montréal                                | Müller, Edoardo           | Uzan, Bernard                    | Normand Richard (Marquis de la Force), Marc Hervieux (Chevalier de La Force), Louise Marcotte (Blanche de La Force), Odette Beaupré (Madame de Croissy), Éthel Guéret (Sœur Constance de Saint-Denis), Sonia Racine (Mère Marie de l'Incarnation), Alexander Dobson (Javelinot), Manon Feubel (Madame Lidoine), Éric Laporte (L'Aumônier), Dina Martire (Mère Jeanne de l'Enfant-Jésus), Chantal Lambert (Sœur Mathilde) |
| L'incoronazione di Poppea                | Monteverdi                       | 2000-04           | Ensemble instrumental La Chapelle de Montréal                    | Nézet-Séguin, Yannick     | Doucet, Renaud                   | Suzie LeBlanc (Poppea), Daniel Taylor (Nerone), Noëlla Huet (Ottavia), Terrence Murphy (Ottone), Louise Marcotte (Drusilla), Gregory Atkinson (Seneca), Odette Beaupré (Arnalta), Éthel Guéret (Amore), Stephanie Brill (La Virtù), Melanie Esseltine (La Fortuna), Pascal Mondieig (Valletto), Marie Simoneau (Damigella), Dina Martire (Nutrice), Dion Mazerolle (Liberto) |
| Das Rheingold                            | Wagner                           | 2000-04           | Orchestre Métropolitain                                          | Rescigno, Joseph          |                                  | Greer Grimsley (Wotan), Gary Bachlund (Loge), Gary Simpson (Donner), Howard Bender (Froh), James Patterson (Fasolt), Kevin Maynor (Fafner), Peter Strummer (Alberich), Jonathan Mack (Mime), Joyce Castle (Fricka), Joanne Kolomyjec (Freia), Susan Shafer (Erda), Stephanie Brill (Woglinde), Melanie Esseltine (Wessgunde), Dina Martire (Flosshilde) |
| Il barbiere di Siviglia                  | Rossini                          | 2000-06           | Orchestre Métropolitain                                          | Flint, Mark               | Gately, David                    | John Hancock (Figaro), Danièle LeBlanc (Rosina), Bruce Fowler (Le comte Almaviva), Mikhail Svetlov (Basilio), Thomas Hammons (Bartolo), Dina Martire (Berta), Terrence Murphy (Fiorello), Alexander Dobson (Ambrogio) |
| Così fan tutte                           | Mozart                           | 2000-09           | Orchestre Métropolitain                                          | Nézet-Séguin, Yannick     | Uzan, Bernard                    | Daniel Lichti (Don Alfonso), Karen Driscoll (Despina), Danièle LeBlanc (Dorabella), David Miller (Ferrando), Alexander Dobson (Guglielmo), Lyne Fortin (Fiordiligi) |
| Katja Kabanova                           | Janáček                          | 2000-11           | Orchestre Métropolitain                                          | Robertson, Stewart        | Uzan, Bernard                    | Oksana Krovytska (Katja Kabanova), Thomas Studebaker (Tichon Ivanyč Kabanov), Noëlla Huet (Marfa Ignatěvna Kabanová), Alan Glassman (Boris Grigorjevič), Mikhail Svetlov (Savël Prokofjevic Dikój), Richard Coxon (Váňa Kudrjaš) |
| Lucia di Lammermoor                      | Donizetti                        | 2001-02           | Orchestre symphonique de Montréal                                | Kellogg, Cal Stewart      | Montavon, Guy                    | Mary Dunleavy (Lucia Ashton), Marc Hervieux (Lord Arturo Bucklaw), Timothy Olson (Normanno), Brian Davis (Enrico Ashton), James Patterson (Raimondo Bidebent), Isabelle Ligot ou Marcia Whitehead (Alisa), Gran Wilson (Edgardo) |
| Mefistofele                              | Boito, Arrigo                    | 2001-03           | Orchestre symphonique de Montréal                                | Müller, Edoardo           | Uzan, Bernard                    | Eilana Lappalainen (Helena), Antonio Nagore (Faust), Diana Soviero (Margherita), Marcia Swanston (Marta), Andrea Papi (Mefistofele), Timothy Olson (Nerèo, Wagner), Louise Guyot (Pantalis) |
| Kopernikus                               | Vivier, Claude                   | 2001-04           | Musiciens divers                                                 | Rophé, Pascal             | Nordey, Stanislas                | |
| Pelléas et Mélisande (opéra)             | Debussy, Claude                  | 2001-05           | Orchestre Métropolitain                                          | Nézet-Séguin, Yannick     | Barbe, André et Doucet, Renaud   | Marc Boucher (Pelléas), Nathalie Paulin (Mélisande), Dion Mazerolle (Golaud), Gregory Atkinson (Arkel), Sonia Racine (Geneviève), Éthel Guéret (Yniold) |
| Aida                                     | Verdi                            | 2001-05           | Orchestre Métropolitain                                          | Renzi, Victor de          | Uzan, Bernard                    | Barbara Dever (Amneris), Marquita Lister (Aïda), Stefan Szkafarowsky (Ramphis), Louis Langelier (Radamès), Taras Kulish (Le roi d'Égypte), Timothy Olson (Un messager), Tracy Smith Bessette (La grande prêtresse), Mark Delavan (Amonasro) |
| Peter Grimes                             | Britten                          | 2001-09           | Orchestre symphonique de Montréal                                | Robertson, Stewart        | Uzan, Bernard                    | John MacMaster (Peter Grimes), Pamela South (Ellen Orford), John Fanning (Captain Balstrode), Kathleen Segar (Auntie), Torin Chiles (Bob Boles), Donald Hartmann (Swallow), Marcia Swanston (Mrs. Sedley), Jonathan Green (Rev. Horace Adams), Alexander Dobson (Ned Keene), Gaétan Labbé (Hobson) |
| Nabucco                                  | Verdi                            | 2001-11           | Orchestre Métropolitain                                          | Badea, Christian          | Tannenbaum, Robert               | Gaétan Laperrière (Nabucco), Susan Neves (Abigaïlle), Louis Langelier (Ismaël), Stefan Szkafarowsky (Zaccaria), Michelle Sutton (Fenena), Anne Saint-Denis (Anna), Robert Robitaille (Abdallo), Alain Coulombe (Le Grand prêtre) |
| La traviata                              | Verdi                            | 2002-02           | Orchestre symphonique de Montréal                                | Lacombe, Jacques          | Racine, François                 | Gianna Corbisiero (Violetta Valéry), Gregory Atkinson (Docteur Grenvil), Isabelle Ligot ou Marcia Whitehead (Flora Bervoix), Patrick Mallette (Marquis d’Obigny), Sébastien Ouellet (Baron Duphol), Steeve Michaud (Gastone), Marc Hervieux (Alfredo Germont), John Avey (Giorgio Germont), Marie-Josée Lord (Annina), Ronald Tremblay (Giuseppe), Richard Labbé (Le messager) |
| Tosca                                    | Puccini                          | 2002-03           | Orchestre Métropolitain                                          | Salemno, Louis            | Doucet, Renaud                   | Susan Patterson (Floria Tosca), Ernesto Grisales (Mario Cavaradossi), Christopher Roberton (Baron Scarpia), James Patterson (Cesare Angelotti), Steven T. Smith (Sacristain), Timothy Olson (Spoletta), Patrick Mallette (Sciarrone), Marcia Whitehead (Un berger), Sébastien Ouellet (Le geôlier) |
| Thérèse Raquin                           | Picker, Tobias                   | 2002-05           | Orchestre Métropolitain                                          | Flint, Mark               | Zambello, Francesca              | Jessie Raven (Thérèse Raquin), Gordon Gietz (Camille), Nathan Wentworth (Laurent), Diana Soviero (Madame Raquin), Gabor Andrasy (Olivier Michaud), Sheryl Woods (Suzanne), Peter Kazaras (Grivet) |
| L'elisir d'amore                         | Donizetti                        | 2002-06           | Orchestre Métropolitain                                          | Nézet-Séguin, Yannick     | Lapinski, Gina                   | Tracy Smith Bessette ou Lambroula Maria Pappas (Giannetta), Joseph Wolverton (Nemorino), Hélène Fortin (Adina), Alexander Dobson (Le sergent Belcore), Thomas Hammons (Le docteur Dulcamara) |
| Madame Butterfly                         | Puccini                          | 2002-09           | Orchestre Métropolitain                                          | Agler, David              | Oswald, Roberto                  | Ai Lan Zhu (Cio-Cio-San), Stephen Mark Brown (Benjamin Franklin Pinkerton), Kathryn Day (Suzuki), Douglas Perry (Goro), Frank Hernandez (Sharpless), Noëlla Huet (Kate Pinkerton), Geneviève Couillard (La madre di Cio-Cio-San), Sébastien Ouellet (Il principe Yamadori), Phillip Addis (Lo zio Yakusidè), Gregory Atkinson (Il Bonzo) |
| Cavalleria rusticana et Pagliacci        | Mascagni et Leoncavallo          | 2002-11           | Orchestre symphonique de Montréal                                | Parisotto, Marco          | McCaffery, Michael               | Cavalleria rusticana : Vladimir Grishko (Turiddu), Sonia Racine (Santuzza), Marcia Swanston (Mamma Lucia), Jeffrey Kneebone (Alfio), Louise Guyot (Lola) Pagliacci : John MacMaster (Canio), Christiane Riel (Nedda), Jeffrey Kneebone (Tonio), Gary Lehman (Silvio), Tim Olson (Beppe) |
| Rigoletto                                | Verdi                            | 2003-02           | Orchestre symphonique de Montréal                                | Lipton, Daniel            | Capasso, Michael et Harman, Fran | Richard Paul Fink (Rigoletto), Mikhail Svetlov (Sparafucile), Marc Hervieux (Le duc de Mantoue), Angela Welch (La comtesse Ceprano), Sébastien Ouellet ou Phillip Addis (Le comte Ceprano), Patrick Mallette ou Étienne Dupuis (Le chevalier Marullo), Pascal Charbonneau (Matteo Borsa), Desmond Byrne (Le comte Monterone), Lyne Fortin (Gilda), Geneviève Couillard (Giovanna), Gail Dubinbaum (Maddalena) |
| Die Zauberflöte                          | Mozart                           | 2003-03           | Orchestre Métropolitain                                          | Flint, Mark               | Uzan, Bernard                    | Benjamin Butterfield (Tamino), Russel Braun (Papageno), Lambroula Maria Pappas (Papagena), Karen Driscoll (Pamina), Jami Rogers (La Reine de la nuit), Pascal Mondieig (Monostatos), Randall Jakobsh (Sarastro), Sébastien Ouellet (L'orateur) |
| The Rape of Lucretia                     | Britten                          | 2003-04           | Société de musique contemporaine du Québec                       | Boudreau, Walter          | Doucet, Renaud                   | Alain Coulombe (Collatinus), Aaron St. Clair Nicholson (Tarquinius), Alexander Dobson (Junius), Luretta Bybee (Lucretia), Noëlla Huet (Bianca), Amy Pfrimmer (Lucia) |
| L'italiana in Algeri                     | Rossini                          | 2003-06           | Orchestre Métropolitain                                          | Nézet-Séguin, Yannick     | Grant, Allison                   | Danièle LeBlanc (Isabella), Phillip Addis (Taddeo), Benjamin Brecher (Lindoro), Peter Strummer (Mustafa), Louise Marcotte (Elvira), Ariana Chris (Zulma), Patrick Mallette (Haly) |
| Le nozze di Figaro                       | Mozart                           | 2003-09           | Orchestre Métropolitain                                          | Meena, James              | Uzan, Bernard                    | Robert Gierlach (Figaro), Karen Driscoll (Susanna), Daniel Lichti (Bartolo), Marion Pratnicki (Marcellina), Michèle Losier (Cherubino), Russell Braun (Le comte Almaviva), Hugues Saint-Gelais (Basilio, Don Curzio), Wendy Nielsen (La comtesse Almaviva), Julie Boulianne (Barbarina), Sébastien Ouellet (Antonio) |
| Thaïs                                    | Massenet                         | 2003-11           | Orchestre symphonique de Montréal                                | Labadie, Bernard          | Doucet, Renaud                   | Lyne Fortin (Thaïs), Bernard Turgeon (Albert), Gaétan Laperrière (Athanaël), Paul Charles Clarke (Nicias), Gregory Atkinson (Palémon), Geneviève Couillard (Albine), Sébastien Ouellet (Serviteur), Hélène Guilmette (Crobyle), Ariana Chris (Myrtale), Lambroula Maria Pappas (Charmeuse) |
| La Bohème                                | Puccini                          | 2004-02           | Orchestre Métropolitain                                          | Nézet-Séguin, Yannick     | Deedrick, Brian                  | Marc Hervieux (Rodolfo), Marie-Josée Lord (Mimi), Jeffrey Kneebone (Marcello), Stephen Morscheck (Colline), Phillip Addis (Schaunard), Claude Grenier (Benoît, Alcindoro), Gianna Corbisiero (Musetta), Pascal Charbonneau (Parpignol) |
| Le Château de Barbe-Bleue et Erwartung   | Bartók et Schönberg              | 2004-03           | Orchestre symphonique de Montréal                                | Vajda, Gregory            | Lepage, Robert                   | Le Château de Barbe-Bleue : Greer Grimsley (Le duc Barbe-Bleue), Nancy Maultsby (Judith) Erwartung : Renate Behle (Femme) |
| La Veuve joyeuse                         | Lehár                            | 2004-06           | Orchestre Métropolitain                                          | Labadie, Bernard          | Leblanc, Jacques                 | Frédérique Vézina (Missia Palmieri), Normand Lévesque (Popoff), Jean-François Lapointe (Danilo), John Tessier (Camille de Coutanson), Jean Marchand (Figg), Phillip Addis (Lérida), Patrick Mallette (D'Estillac), Nathalie Paulin (Nadia), Sébastien Ouellet (Kromski), Steeve Michaud (Bogdanowitch), Nathalie Caron (Sylviane Bogdanowitch) |
| Turandot                                 | Puccini                          | 2004-10           | Orchestre Métropolitain                                          | Nézet-Séguin, Yannick     | Doucet, Renaud                   | Anna Shafajinskaia (La princesse Turandot), Marie-Josée Lord (Liù), Étienne Dupuis (Le mandarin), Renzo Julian (Calaf), Denis Sedov (Timur), Aaron St. Clair Nicholson (Ping), Frédéric Antoun (Pang), Kurt Lehmann (Pong), Pierre Lefebvre (Altoum) |
| Ariadne auf Naxos                        | Strauss                          | 2004-11           | Orchestre symphonique de Montréal                                | Lacombe, Jacques          | Alexander, Chris                 | Marina Shaguch (Ariadne), Aline Kutan (Zerbinetta), Michael Hendrick (Bacchus), Aaron St. Clair Nicholson (Harlekin), Nils Brown (Scaramuccio), Marc Belleau (Truffaldin), Pascal Charbonneau (Brighella), Allison Angelo (Najade), Mia Lennox (Dryade), Marie Simoneau (Echo), Claude Grenier (un laquais) |
| Don Pasquale                             | Donizetti                        | 2005-02           | Orchestre symphonique de Montréal                                | Zeitouni, Jean-Marie      | Gately, David                    | Kevin Glavin (Don Pasquale), Stephen Powell (Docteur Malatesta), Nathalie Paulin (Norina), Shawn Mathey (Ernesto), Étienne Dupuis (Le notaire) |
| Agrippina                                | Haendel                          | 2005-03           | Les Violons du Roy                                               | Labadie, Bernard          | Leblanc, Jacques                 | Lyne Fortin (Agrippina), Krisztina Szabo (Néron), Phillip Addis (Pallas), Michelle Sutton (Narcissus), Étienne Dupuis (Lesbus), Daniel Taylor (Othon), Karina Gauvin (Poppée), Kevin Burdette (Claude) |
| Carmen                                   | Bizet                            | 2005-05           | Orchestre Métropolitain                                          | Labadie, Bernard          | Lamos, Mark                      | Rinat Shaham (Carmen), Gordon Gietz (Don José), Frédérique Vézina (Micaëla), Richard Bernstein (Escamillo), Karin Côté (Frasquita), Michèle Losier (Mercédès), Étienne Dupuis (Le Dancaïre), Pascal Charbonneau (Le Remendado), Nicolas Testé (Zuniga), Sébastien Ouellet (Moralès) |
| Norma                                    | Bellini                          | 2005-09           | Orchestre Métropolitain                                          | Labadie, Bernard          | Pickover, Stephen                | Hasmik Papian (Norma), Antonio Nagore (Pollione), Daniel Borowski (Oroveso), Thomas Macleay (Flavius), Kate Aldrich (Adalgisa), Beverly McArthur (Clotilda) |
| L'Étoile                                 | Chabrier                         | 2005-11           | Orchestre Métropolitain                                          | Zeitouni, Jean-Marie      | Lamos, Mark                      | Frédéric Antoun (Ouf 1er), Chad Louwerse (Siroco), Antonio Figueroa (Hérisson de Porc-Épic), Phillip Addis (Tapioca), Michèle Losier (Lazuli), Marie-Josée Lord (Laoula), Monique Pagé (Aloès), Thomas Macleay (Patacha), Alexandre Sylvestre (Zalzal, Chef de police), Charlotte Corwin (Oasis), Pascale Beaudin (Asphodèle), Julie Daoust (Youca), Marianne Fiset (Adza), Beverly McArthur (Zinnia), Marie-Josée Goyette (Koukouli) |
| La clemenza di Tito                      | Mozart                           | 2006-03           | Les Violons du Roy                                               | Labadie, Bernard          | Rader-Shieber, Chas              | Frédéric Antoun (Tito), Emma Bell (Vitellia), Monica Groop (Sesto), Hélène Guilmette (Servilia), Julie Boulianne (Annio), Joshua Hopkins (Publio) |
| Aida                                     | Verdi                            | 2006-05           | Orchestre Métropolitain                                          | Buckley, Richard          | Deedrick, Brian                  | Nancy Maultsby (Amneris), Susan Patterson (Aïda), Daniel Sumegi (Ramphis), Richard Margison (Radamès), Valerian Ruminski (Le roi d'Égypte), Thomas Macleay (Un messager), Allison Angelo (La grande prêtresse), Grant Youngblood (Amonasro) |
| Il tabarro et Suor Angelica              | Puccini                          | 2006-09           | Orchestre symphonique de Montréal                                | Zeitouni, Jean-Marie      | Gauthier, Alain                  | Il tabarro : Grant Youngblood (Michele), Turid Karlsen (Giorgetta), Marc Hervieux (Luigi), Thomas Macleay (Tinca), Chad Louwerse (Talpa), Robynne Redmon (La Frugola) Suor Angelica : Marie-Josée Lord (Angelica), Louise Guyot (Zelatrice), Marianne Fiset (Dolcina), Geneviève Després (Maestra), Chantal Lambert (Badessa), Robynne Redmon (Principessa), Julie Daoust (Osmina), Charlotte Corwin (Genovieffa), Claire Pascot (Novizia) |
| La traviata                              | Verdi                            | 2006-11           | Orchestre Métropolitain                                          | Meena, James              | Leblanc, Jacques                 | Yali-Marie Williams (Violetta Valéry), Gregory Atkinson (Docteur Grenvil), Mireille Lebel (Flora Bervoix), Marc Belleau (Marquis d’Obigny), Alexandre Sylvestre (Baron Duphol), Antonio Figueroa (Gastone), Dimitri Pittas (Alfredo Germont), Stephen Kechulius (Giorgio Germont), Julie Daoust ou Marianne Fiset (Annina), Thomas Macleay (Giuseppe), Antoine Bélanger (Le messager) |
| Lakmé                                    | Delibes, Léo                     | 2007-02           | Orchestre Métropolitain                                          | Rivet, Jean-François      | Cook, Adam                       | Aline Kutan (Lakmé), Frédéric Antoun (Gérald), James Westman (Frédérick), Randall Jakobsh (Nilakantha), Mireille Lebel (Mallika), Thomas Macleay (Hadji), Anne Saint-Denis (Ellen), Allison Angelo (Rose), Leticia Brewer (Mistress Benson) |
| Don Giovanni                             | Mozart                           | 2007-05           | Les Violons du Roy                                               | Labadie, Bernard          | Cyr, René Richard                | Aaron St. Clair Nicholson (Don Giovanni), Louis-David Bédard (Commendatore), Neal Davies (Leporello), Susan Gritton (Donna Anna), John Tessier (Don Ottavio), Lyne Fortin (Donna Elvira), Pascale Beaudin (Zerlina), Joshua Hopkins (Masetto) |
| Un ballo in maschera                     | Verdi                            | 2007-09           | Orchestre Métropolitain                                          | Vajda, Gregory            | Garner, Stanley M.               | Richard Margison (Riccardo), Manon Feubel (Amelia), Gordon Hawkins (Renato), Pascale Beaudin (Oscar), Marianne Cornetti (Ulrica), Valerian Ruminski (Samuele), Alexandre Sylvestre (Tom), Stephen Hegedus (Silvano), Pierre-Étienne Bergeron (Un serviteur d'Amelia) |
| Roméo et Juliette                        | Gounod                           | 2007-11           | Orchestre Métropolitain                                          | Ossonce, Jean-Yves        | Cavanagh, Michael                | Marc Hervieux (Roméo Montaigu), Maureen O'Flynn (Juliette Capulet), Antoine Bélanger (Tybalt), Pierre-Étienne Bergeron (Pâris), Chad Louwerse (Le comte Capulet), Alexander Dobson (Mercutio), Geneviève Després (Gertrude), Stephen Hegedus (Gregorio), Denis Sedov (Frère Laurent), Sarah Myatt (Stefano), Bernard Cayouette (Benvolio), Alexandre Sylvestre (Le duc de Vérone) |
| Il barbiere di Siviglia                  | Rossini                          | 2008-02           | Orchestre symphonique de Montréal                                | Lacombe, Jacques          | Gauthier, Alain                  | Aaron St. Clair Nicholson (Figaro), Julie Boulianne (Rosina), Frédéric Antoun (Le comte Almaviva), Stephen Morscheck (Basilio), Donato Di Stefano (Bartolo), Sarah Myatt (Berta), Stephen Hegedus (Fiorello), Pierre-Étienne Bergeron (Ambrogio) |
| Madame Butterfly                         | Puccini                          | 2008-05           | Orchestre Métropolitain                                          | Nézet-Séguin, Yannick     | Oxenbould, Moffatt               | Hiromi Omura (Cio-Cio-San), Richard Troxell (Benjamin Franklin Pinkerton), Annamaria Popescu (Suzuki), Jon Kolbet (Goro), James Westman (Sharpless), Mireille Lebel (Kate Pinkerton), Sarah Myatt (La madre di Cio-Cio-San), Alexandre Sylvestre (Il principe Yamadori), Young Bok Kim (Il Bonzo) |
| La fanciulla del West                    | Puccini                          | 2008-09           | Orchestre Métropolitain                                          | Wilson, Keri-Lynn         | Strassberger, Thaddeus           | Susan Patterson (Minnie), Luis Ledesma (Jack Rance), Julian Gavin (Dick Johnson), Claude Grenier (Billy Jackrabbit), Catherine Daniel (Wowkle), Alexandre Sylvestre (Jake Wallace), Geoffroy Salvas (Jim Larkens), Kristopher Irmiter (Ashby), Antoine Bélanger (Nick), Alexander Dobson (Sonora), Thomas Macleay (Harry), Martin Pilon (Joe), Sébastien Ouellet (Happy), Roy Del Valle (José Castro), Gaétan Sauvageau (Trin), Normand Richard (Sid) |
| Les Pêcheurs de perles                   | Bizet                            | 2008-11           | Orchestre Métropolitain                                          | Chaslin, Frédéric         | Sinclair, Andrew                 | Karina Gauvin (Leïla), Antonio Figueroa (Nadir), Phillip Addis (Zurga), Alexandre Sylvestre (Nourabad) |
| Macbeth                                  | Verdi                            | 2009-02           | Orchestre symphonique de Montréal                                | Lord, Stephen             | Cyr, René Richard                | John Fanning (Macbeth), Michele Capalbo (Lady Macbeth), Brian Mcintosh (Banquo), Roger Honeywell (Macduff), Luc Robert (Malcolm), Lara Ciekiewicz (Suivante de Lady Macbeth), Alexandre Sylvestre (Un médecin) |
| Starmania                                | Berger, Michel                   | 2009-03           | Orchestre Métropolitain                                          | Leclerc, Simon            | Lemieux, Michel et Pilon, Victor | Lyne Fortin (Stella Spotlight), Marc Hervieux (Zéro Janvier), Étienne Dupuis (Johnny Rockfort), Marie-Josée Lord (Marie-Jeanne), Raphaëlle Paquette (Cristal), Pascal Charbonneau (Ziggy), Krista de Silva (Sadia) |
| Lucia di Lammermoor                      | Donizetti                        | 2009-05           | Orchestre Métropolitain                                          | White, Steven             | Gately, David                    | Église Gutiérrez (Lucia Ashton), Antoine Bélanger (Lord Arturo Bucklaw), Stephen Hegedus (Normanno), Jorge Lagunes (Enrico Ashton), Alain Coulombe (Raimondo Bidebent), Sarah Myatt (Alisa), Stephen Costello (Edgardo) |
| Pagliacci et Gianni Schicchi             | Leoncavallo et Puccini           | 2009-10           | Orchestre symphonique de Montréal                                | Meena, James              | Gauthier, Alain                  | Pagliacci : Marc Hervieux (Canio), Marie-Josée Lord (Nedda), Gregory Dahl (Tonio), Étienne Dupuis (Silvio), Pascal Charbonneau (Beppe) Gianni Schicchi : Gregory Dahl (Gianni Schicchi), Marianne Fiset (Lauretta), Antoine Bélanger (Rinuccio), Marie-Nicole Lemieux (Zita), Patrick Mallette (Marco), Normand Richard (Amantio), Pierre Rancourt (Pinellino), Roy Del Valle (Guccio), Cyril Fonseca (Gherardino), Taras Kulish (Simone), Aidan Ferguson (La Ciesca), Alexandre Sylvestre (Betto), Raphaëlle Paquette (Nella), Gaétan Sauvageau (Gherardo), Philippe Martel (Spinelloccio) |
| Die Zauberflöte                          | Mozart                           | 2009-11           | Orchestre Métropolitain                                          |                           | Robinson, Kelly                  | John Tessier (Tamino), Aaron St. Clair Nicholson (Papageno), Lara Ciekiewicz (Papagena), Aline Kutan (La Reine de la nuit), Karina Gauvin (Pamina), Aaron Ferguson (Monostatos), Reinhard Hagen (Sarastro), Stephen Hegedus (L'orateur) |
| Tosca                                    | Puccini                          | 2010-02           | Orchestre Métropolitain                                          | Nadler, Paul              | Cavanagh, Michael                | Nicola Beller Carbone (Floria Tosca), David Pomeroy (Mario Cavaradossi), Greer Grimsley (Baron Scarpia), Stephen Hegedus (Cesare Angelotti), Alexandre Sylvestre (Sacristain), Aaron Ferguson (Spoletta), Roy Del Valle (Sciarrone), Suzanne Rigden (Un berger), Pierre Rancourt (Le geôlier) |
| Simon Boccanegra                         | Verdi                            | 2010-03           | Orchestre Métropolitain                                          | Wilson, Keri-Lynn         | Gately, David                    | Alberto Gazale (Simon Boccanegra), Hiromi Omura (Maria), Burak Bilgili (Jacopo Fiesco), Roberto De Biasio (Gabriele Adorno), Daniel Sutin (Paolo Albiani), Alexandre Sylvestre (Pietro), Antoine Bélanger (Capitaine des arbalétriers), Aidan Ferguson (Servante d'Amelia) |
| Cendrillon                               | Massenet                         | 2010-05           | Orchestre Métropolitain                                          | Ossonce, Jean-Yves        | Renaud Doucet                    | Julie Boulianne (Cendrillon), Noëlla Huet (Madame de la Haltière), Frédéric Antoun (Le Prince Charmant), Marianne Lambert (La Fée), Gaétan Laperrière (Pandolfe), Caroline Bleau (Noémie), Mireille Lebel (Dorothée), Sébastien Ouellet (Le Roi) |
| Rigoletto                                | Verdi                            | 2010-10           | Orchestre Métropolitain                                          | Paterson, Tyrone          | Racine, François                 | Anthony Michaels-Moore (Rigoletto), Ernesto Morillo (Sparafucile), David Pomeroy (Le duc de Mantoue), Chantal Nurse (La comtesse Ceprano), Philip Kalmanovitch (Le comte Ceprano), Pierre Rancourt (Le chevalier Marullo), Aaron Ferguson (Matteo Borsa), Alexandre Sylvestre (Le comte Monterone), Sarah Coburn (Gilda), Aidan Ferguson (Giovanna), Lauren Segal (Maddalena) |
| Roberto Devereux                         | Donizetti                        | 2010-11           | Orchestre Métropolitain                                          | Colombo, Francesco Maria  | Newbury, Kevin                   | Dimitra Theodossiou (Elisabetta), James Westman (Lord Duca di Nottingham), Elizabeth Batton (Sara), Alexey Dolgov (Roberto Devereux), Riccardo Ianello (Lord Cecil), Taras Kulish (Sir Gualtiero Raleigh) |
| Werther                                  | Massenet                         | 2011-02           | Orchestre symphonique de Montréal                                | Zeitouni, Jean-Marie      | Moshinsky, Elijah                | Phillip Addis (Werther), Stephen Hegedus (Albert), Alain Coulombe (Le Bailli), Normand Richard (Johann), Riccardo Ianello (Schmidt), Michèle Losier (Charlotte), Suzanne Rigden (Sophie), Pierre Rancourt (Brühlmann), Karine C. Boucher (Käthchen) |
| Salome                                   | Strauss                          | 2011-03           | Orchestre Métropolitain                                          | Nézet-Séguin, Yannick     | Curran, Sean                     | Nicola Beller Carbone (Salomé), Roger Honeywell (Narraboth), John MacMaster (Hérode), Judith Forst (Hérodias), Robert Hayward (Jochanaan), Emma Parkinson (Le page d'Hérodias), Geoffroy Salvas (Un Cappadocéen) |
| La Bohème                                | Puccini                          | 2011-05           | Orchestre Métropolitain                                          | Pietraroia, Giuseppe      | Gauthier, Alain                  | Antoine Bélanger (Rodolfo), Marianne Fiset (Mimi), Étienne Dupuis (Marcello), Alexandre Sylvestre (Colline), Pierre Rancourt (Schaunard), Roy Del Valle (Benoît, Alcindoro), Lara Ciekiewicz (Musetta), Isaiah Bell (Parpignol) |
| Le nozze di Figaro                       | Mozart                           | 2011-09           | Orchestre Métropolitain                                          | Nadler, Paul              | Diamond, Tom                     | Robert Gleadow (Figaro), Hélène Guilmette (Suzanna), Alexandre Sylvestre (Bartolo), Aidan Ferguson (Marcellina, Basilio, Don Curzio), Julie Boulianne (Cherubino), Phillip Addis (Le comte Almaviva), Nicole Cabell (La comtesse Almaviva), Frédérique Drolet (Barbarina), Philip Kalmanovitch (Antonio) |
| Roussalka                                | Dvořák                           | 2011-11           | Orchestre Métropolitain                                          | Keenan, John              | Murray, Bill                     | Kelly Kaduce (Rusalka), Konstantin Andreyev (Le prince), Robert Pomakov (Vodník), Ewa Biegas (La princesse étrangère), Liliana Nikiteanu (Ježibaba), Chantal Nurse (Premier esprit des bois), Aidan Ferguson (Second esprit des bois), Emma Parkinson (Troisième esprit des bois), Pierre Rancourt (Chasseur) |
| Il trovatore                             | Verdi                            | 2012-01           | Orchestre symphonique de Montréal                                | Colombo, Francesco Maria  | Tomas, Oriol                     | Dongwon Shin (Manrico), Ernesto Morillo (Ferrando), Karine Boucher (Iñez), Hiromi Omura (Leonora), Gregory Dahl (Le comte de Luna), Laura Brioli (Azucena), Riccardo Iannello (Ruiz) |
| Faust                                    | Gounod                           | 2012-05           | Orchestre Métropolitain                                          | Plasson, Emmanuel         | Gauthier, Alain                  | Guy Bélanger (Faust vieux), Antoine Bélanger (Faust jeune), Mary Dunleavy (Marguerite), Alexander Vinogradov (Méphistophélès), Étienne Dupuis (Valentin), Emma Char (Siebel), Noëlla Huet (Marthe Schwerlein), Philip Kalmanovitch (Wagner) |
| La traviata                              | Verdi                            | 2012-09           | Orchestre Métropolitain                                          | Carminati, Fabrizio Maria | Cavanagh, Michael                | Myrtò Papatanasiu (Violetta Valéry), Alexandre Sylvestre (Docteur Grenvil), Aidan Ferguson (Flora Bervoix), Tomislav Lavoie (Marquis d’Obigny), Patrick Mallette (Baron Duphol), Jean-Michel Richer (Gastone), Roberto De Biasio (Alfredo Germont), Luca Grassi (Giorgio Germont), Karine Boucher (Annina), David Menzies (Giuseppe) |
| Der Fliegende Holländer                  | Wagner                           | 2012-11           | Orchestre Métropolitain                                          | Wilson, Keri-Lynn         | Grondal, Marilyn                 | Thomas Gazheli (Holländer), Reinhard Hagen (Daland), Maida Hundeling (Senta), Kurt Lehmann (Steuermann), Endrik Wottrich (Erik), Emilia Boteva (Mary) |
| Die Fledermaus                           | Strauss, Johann                  | 2013-01           | Orchestre symphonique de Montréal                                | Vernon, Timothy           | Tomas, Oriol                     | Marc Hervieux (Gabriel von Eisenstein), Caroline Bleau (Rosalinda), Marianne Lambert (Adele), Jonathan Bédard (Ida), Thomas Macleay (Alfred), Dominique Côté (Dr. Falke), Aaron Ferguson (Dr. Blind), Alexandre Sylvestre (Frank), Emma Parkinson (Prince Orlofsky), Martin Drainville (Frosch) |
| Dead Man Walking                         | Heggie, Jake                     | 2013-03           | Orchestre Métropolitain                                          | Marshall, Wayne           | Gauthier, Alain                  | Allyson McHardy (Sœur Helen Prejean), Étienne Dupuis (Joseph De Rocher), Kimberly Barber (Madame Patrick De Rocher), Chantal Nurse (Sœur Rose), Kurt Lehmann (Howard Boucher), Mia Lennox-Williams (Jade Boucher), Thomas Goerz (Owen Hart), Mariateresa Magisano (Kitty Hart), John Mac Master (Père Grenville), Alain Coulombe (George Benton) |
| Manon                                    | Massenet                         | 2013-05           | Orchestre Métropolitain                                          | Gabel, Fabien             | Deedrick, Brian                  | Gordon Bintner (Lescaut), Guy Bélanger (Guillot de Morfontaine), Alain Coulombe (Le comte des Grieux), Marianne Fiset (Manon Lescaut), Bruno Ribeiro (Le chevalier des Grieux), Alexandre Sylvestre (Monsieur de Brétigny), Frédérique Drolet (Poussette), Florie Gauthier-Valiquette (Javotte), Emma Char (Rosette), Normand Richard (Hôtelier), Claude Grenier (Garde 1) |
| Lakmé                                    | Delibes, Léo                     | 2013-09           | Orchestre Métropolitain                                          | Plasson, Emmanuel         | Cook, Adam                       | Audrey Luna (Lakmé), John Tessier (Gérald), Dominique Côté (Frédérick), Burak Bilgili (Nilakantha), Emma Char (Mallika), Aaron Shepard (Hadji), Florie Valiquette (Ellen), France Bellemare (Rose), Rachèle Tremblay (Mistress Benson) |
| Falstaff                                 | Verdi                            | 2013-11           | Orchestre Métropolitain                                          | Callegari, Daniele        | Gately, David                    | Oleg Bryjak (Sir John Falstaff), Gianna Corbisiero (Alice Ford), Gregory Dahl (Ford), Antonio Figueroa (Fenton), James McLennan (Le Docteur Caïus), Jean-Michel Richer (Bardolfo), Ernesto Morillo (Pistola), Lauren Segal (Meg Page), Marie-Nicole Lemieux (Mistress Quickly), Aline Kutan (Nannette) |
| Porgy and Bess                           | Gershwin                         | 2014-01           | Orchestre symphonique de Montréal                                | Marshall, Wayne           | Thompson, Tazewell               | Jonathan Lemalu (Porgy), Measha Brueggergosman (Bess), Lester Lynch (Crown), Steven Cole (Sportin'Life), Larry D. Hylton (Robbins), Michael Preacely (Jake), Kathy Daniel (Maria), Marie-Josée Lord (Serena), Chantal Nurse (Clara), Justin Welch (Frazier) |
| Turandot                                 | Puccini                          | 2014-05           | Orchestre Métropolitain                                          | Nadler, Paul              | Murphy, Graeme                   | Galina Shesterneva (La princesse Turandot), Hiromi Omura (Liù), Josh Whelan (Le mandarin), Kamen Chanev (Calaf), Grigory Soloviov (Timur), Jonathan Bayer (Ping), Jean-Michel Richer (Pang), Aaron Sheppard (Pong), Guy Bélanger (Altoum) |
| Nabucco                                  | Verdi                            | 2014-09           | Orchestre Métropolitain                                          | Colombo, Francesco Maria  | Holman, Leigh                    | Paolo Gavanelli (Nabucco), Tatiana Melnychenko (Abigaïlle), Antoine Bélanger (Ismaël), Ievgen Orlov (Zaccaria), Margaret Mezzacappa (Fenena), France Bellemare (Anna), Pasquale D'Alessio (Abdallo) |
| Il barbiere di Siviglia                  | Rossini                          | 2014-11           | Orchestre Métropolitain                                          | Campestrini, Francesco    | Tomas, Oriol                     | Étienne Dupuis (Figaro), Carol Garcia (Rosina), Bogdan Mihai (Le comte Almaviva), Paolo Pecchioli (Basilio), Carlo Lepore (Bartolo), Alexandra Beley (Berta), Josh Whelan (Fiorello), Benoit Le Blanc (Ambrogio) |
| Samson et Dalila                         | Saint-Saëns                      | 2015-01           | Orchestre symphonique de Montréal                                | Zeitouni, Jean-Marie      | Gauthier, Alain                  | Endrik Wottrich (Samson), Marie-Nicole Lemieux (Dalila), Gregory Dahl (Le Grand-Prêtre de Dagon), Philip Kalmanovitch (Abimélech), Alain Coulombe (Un vieillard hébreu), Pasquale D'Alessio (Un messager philistin) |
| Silent Night                             | Puts, Kevin                      | 2015-05           | Orchestre Métropolitain                                          | Christie, Michael         | Simonson, Eric                   | Marianne Fiset (Anna Sørensen), Joseph Kaiser (Nikolaus Sprink), Daniel Okulitch (Lieutenant Horstmayer), Aaron Sheppard (Kronprinz), Christopher Enns (Jonathan Dale), Geoffrey Sirett (William Dale), Tom Goertz (Father Palmer), Alexander Hajek (Lieutenant Gordon), Chad Louwerse (The British Major), Phillip Addis (Lieutenant Audebert), Alexandre Sylvestre (Ponchel), Jeremy Bowes (The General), France Bellemare (Madeleine), Emmanuel Lebel (Gueusselin) |
| Madame Butterfly                         | Puccini                          | 2015-09           | Orchestre Métropolitain                                          | Meena, James              | Racine, François                 | Melody Moore (Cio-Cio-San), Demos Flemotomos (Benjamin Franklin Pinkerton), Allyson McHardy (Suzuki), James McLennan (Goro), Morgan Smith (Sharpless), Pascale Spinney (Kate Pinkerton), Christopher Dunham (Il principe Yamadori), Miklós Sebestyén (Il Bonzo) |
| Elektra                                  | Strauss                          | 2015-11           | Orchestre Métropolitain                                          | Nézet-Séguin, Yannick     | Gauthier, Alain                  | Agnes Zwierko (Klytämnestra), Lise Lindstrom (Elektra), Nicola Beller Carbone (Chrysothémis), John Mac Master (Ägisth), Alan Held (Orest), Tomislav Lavoie (Der Pfleger des Orest), France Bellemare (Die Vertraute), Caroline Gélinas (Die Schleppträgerin), Claude Grenier (Un vieux serviteur) |
| Otello                                   | Verdi                            | 2016-02           | Orchestre symphonique de Montréal                                | Wilson, Keri-Lynn         | Leyshon, Glynis                  | Kristian Benedikt (Otello), Hiromi Omura (Desdemona), Aris Argiris (Iago), Antoine Bélanger (Cassio), Lauren Segal (Emilia), Pasquale D'Alessio (Roderigo), Valerian Ruminski (Lodovico), Josh Whelan (Montano), Geoffroy Salvas (Un héraut) |
| Les Feluettes                            | March, Kevin                     | 2016-05           | Orchestre Métropolitain                                          | Vernon, Timothy           | Denoncourt, Serge                | Étienne Dupuis (Simon Doucet, jeune), Jean-Michel Richer (Le Comte Vallier de Tilly), Gino Quilico (Simon Doucet, vieux), Gordon Gietz (Monseigneur Jean Bilodeau), Aaron St. Clair Nicholson (La Comtesse Marie-Laure de Tilly), Danièle Cabena (Mademoiselle Lidye-Anne de Rozier), James McLennan (Jean Bilodeau), Tomislav Lavoie (Le Père Saint-Michel), Claude Grenier (Timothée Doucet), Patrick Mallette (Le baron de Hüe) |
| Aida                                     | Verdi                            | 2016-09           | Orchestre Métropolitain                                          | Nadler, Paul              | Racine, François                 | Anna Markarova (Aida), Kamen Chanev (Radamès), Olesya Petrova (Amneris), Gregory Dahl (Amonasro), Phillip Ens (Ramfis), Anatoli Sivko (Le roi d'Égypte), Myriam Leblanc (La Grande prêtresse), Keven Geddes (Un messager) |
| Don Giovanni                             | Mozart                           | 2016-11           | Orchestre Métropolitain                                          | de Souza, Jordan          | Lefkowich, David                 | Gordon Bintner (Don Giovanni), Alain Coulombe (Commendatore), Daniel Okulitch (Leporello), Emily Dorn (Donna Anna), Jean-Michel Richer (Don Ottavio), Layla Claire (Donna Elvira), Hélène Guilmette (Zerlina), Stephen Hegedus (Masetto) |
| Dialogues des carmélites                 | Poulenc                          | 2017-01           | Orchestre symphonique de Montréal                                | Rivest, Jean-François     | Denoncourt, Serge                | Gino Quilico (Marquis de la Force), Antoine Bélanger (Chevalier de La Force), Marianne Fiset (Blanche de La Force), Mia Lennox (Madame de Croissy), Magali Simard Galdès (Sœur Constance de Saint-Denis), Aidan Ferguson (Mère Marie de l'Incarnation), Marie-Josée Lord (Madame Lidoine) |
| Another Brick in the Wall                | Roger Waters et Bilodeau, Julien | 2017-03           | Orchestre Métropolitain                                          | Trudel, Alain             | Champagne, Dominic               | Étienne Dupuis (Pink), Jean-Michel Richer (Le père), France Bellemare (La mère), Caroline Bleau (La femme), Stéphanie Pothier (Vera Lynn), Dominic Lorange (Le professeur), Marcel Beaulieu (Le juge), Geoffroy Salvas (Le procureur, Le médecin) |
| La Bohème                                | Puccini                          | 2017-05           | Orchestre Métropolitain                                          | Meena, James              | Gauthier, Alain                  | Luc Robert (Rodolfo), France Bellemare (Mimi), Justin Welsh (Marcello), Alexandre Sylvestre (Colline), Christopher Dunham (Schaunard), Claude Grenier (Benoît, Alcindoro), Lucia Cesaroni (Musetta), Isabeau Proulx-Lemire (Parpignol), Clermont Tremblay (Douanier) |
| Tosca                                    | Puccini                          | 2017-09           | Orchestre Métropolitain                                          | Giuseppe Grazioli         | Andrew Nienaber                  | Melody Moore-Wagner (Tosca), Giancarlo Monsalve (Cavaradossi), Gregory Dahl (Scarpia), Patrick Mallette (Angelotti), Rocco Rupolo (Spoletta), Valerian Ruminski (Le Sacristain) |
| La Cenerentola                           | Rossini                          | 2017-11           |                                                                  | José Miguel Pérez-Sierra  |                                  | Julie Boulianne (Cenerentola/Angelina), Juan José De León (Don Ramiro), Vito Priante (Dandini), Pietro Spagnoli (Don Magnifico), Lauren Margison (Clorinda), Rose Naggar-Tremblay (Tisbe), Kirk Eichelberger (Alidoro) |
| JFK                                      | David T. Little et Royce Vavrek  | 2018-01           | Orchestre Symphonique de Montréal / Chœur de l’Opéra de Montréal | Steven Osgood             | Thaddeus Strasberger             | Matthew Worth (Jack Kennedy ), Daniela Mack (Jackie Kennedy), Katharine Goeldner (Jacqueline Onassis), Talise Trevigne (Clara Harris), Sean Panikkar (Henry Rathbone), Daniel Okulitch (Lyndon B. Johnson), Cree Carrico (Rosemary Kennedy), Colin Judson (Nikita Khrushchev), Alexandre Sylvestre (John Connally) |
| Svadba                                   | Ana Sokolović                    | 2018-03           |                                                                  | Dáirine Ní Mheadhra       | Martine Beaulne                  | Myriam Leblanc (Milica), Suzanne Rigden (Danica), Chelsea Rus (Lena), Rose Naggar-Tremblay (Zora), Caroline Gélinas (Nada), Rachèle Tremblay (Ljubica) |
| Roméo et Juliette                        | Gounod                           | 2018-05           | Orchestre Métropolitain                                          | Giuliano Carella          | Tom Diamond                      | Ismael Jordi (Roméo), Marie-Ève Munger (Juliette), Alain Coulombe (Frère Laurent), Hugo Laporte (Mercutio), Katie Miller (Stephano), Alexandre Sylvestre (Comte Capulet), Sebastian Haboczki (Tybalt), Alexandra Beley (Gertrude), Max van Wyck (Gregorio), Rocco Rupolo (Benvolio), Nathan Keoughan (Pâris), Scott Brooks (Duc de Vérone) |
| Rigoletto                                | Verdi                            | 2018-10           | Orchestre Métropolitain                                          | Carlo Montanaro           | Michael Cavanagh                 | James Westman (Rigoletto), René Barbera (Duc de Mantoue), Myriam Leblanc (Gilda), Vartan Gabrielian (Sparafucile), Carolyn Sproule (Maddalena), Scott Brooks (Monterone), Rose Naggar-Tremblay (Giovanna) |